# Hildegarda de Bingen
Hildegarda de Bingen (em alemão: Hildegard von Bingen; Bermersheim vor der Höhe, verão de 1098 — Mosteiro de Rupertsberg, 17 de setembro de 1179), apelidada Sibila do Reno, foi uma monja beneditina, mística, escritora, teóloga, naturalista, poeta, dramaturga, hagiógrafa, linguista, epistológrafa, pregadora, compositora e médica informal alemã. Foi mestra do Mosteiro de Rupertsberg em Bingen am Rhein, na Alemanha. É uma santa e doutora da Igreja Católica.
Personalidade muito citada mas de fato pouco conhecida pelo grande público moderno, rompendo as barreiras dos preconceitos contra as mulheres que existiam em seu tempo, se tornou respeitada como uma autoridade em assuntos teológicos, louvada por seus contemporâneos em altos termos. Hoje é considerada uma das figuras mais singulares e importantes do século XII europeu, e suas conquistas têm poucos paralelos mesmo entre os homens mais ilustres e eruditos de sua geração. Seus vários e extensos escritos mostram que ela possuía uma concepção mística e integrada do universo, ainda que essa concepção não excluísse o realismo e encontrasse no mundo muitos problemas. A solução para eles, de acordo com suas ideias, devia advir de uma união cooperativa e harmoniosa entre corpo e espírito, entre natureza, vontade humana e graça divina. Mas não tentou inaugurar uma nova corrente de pensamento religioso; sempre permaneceu fiel à ortodoxia do Catolicismo, e combateu as heresias e a corrupção do clero. Quis acima de tudo desvelar para seus semelhantes os mistérios da religião, do cosmos, do homem e da natureza. Para ela o universo era a resposta para as dúvidas da humanidade, e a humanidade era a resposta para o enigma do universo. Mas, como escreveu, se a humanidade não fizesse a pergunta, o Espírito Santo não poderia respondê-la. Foi a primeira de uma longa série de mulheres influentes tanto na religião como na política, e um representante típico da aristocracia cultural beneditina. Orgulhosa de pertencer a uma elite social e espiritual, mostrou-se no entanto humilde e submissa a Deus.
Além de mística, teóloga e pregadora, foi poetisa e compositora talentosa, deixando obra de vulto e original. Também fez muitas observações da natureza, com uma objetividade científica até então desconhecida, especialmente sobre as plantas medicinais, compilando-as em tratados onde abordou ainda vários temas ligados à medicina e ofereceu métodos de tratamento para várias doenças. Seus primeiros biógrafos a mencionaram como santa e lhe atribuíram alguns milagres, em vida e logo após a sua morte. Abriu-se um processo de canonização, mas sua causa parou na beatificação. Entretanto, em 1584 o papa Gregório XIII autorizou a inclusão do seu nome no Martirológio Romano como santa. Seu dia é festejado em muitas dioceses alemãs. O papa Bento XVI reafirmou oficialmente sua santidade e a proclamou Doutora da Igreja através de carta apostólica de 7 de outubro de 2012. Depois de um longo período de obscuridade, sua vida e obra vêm recebendo atenção crescente desde a segunda metade do século XX; seus escritos começaram a ser traduzidos para várias línguas, muitos livros e ensaios já lhe foram dedicados, e foram feitas diversas gravações com sua música.

## Biografia

### Juventude
Hildegarda de Bingen nasceu em uma família da pequena nobreza de Bermersheim, que estava a serviço dos condes de Sponheim, e que produziu diversas personalidades religiosas e culturais, entre elas dois de seus irmãos, Hugo, mestre do coro da Catedral de Mogúncia e mentor do bispo de Liège, e Roricus, que se tornou cônego da abadia beneditina de Tholey. O nome da família não foi transmitido com segurança à posteridade, mas é possível que fosse Von Stein, a partir de algumas indicações nos documentos primitivos. Hildegarda foi a décima filha de Hildebert e Mechtild, e por esse motivo teria sido oferecida como dízimo à Igreja, mas é possível que o fato de ela desde tenra infância experimentar visões, combinado à sua saúde precária, teriam sido os motivos principais para destiná-la à vida religiosa. Segundo a Vita Sanctae Hildegardis, a mais importante biografia antiga sobre ela, aos três anos de idade ela teve sua primeira experiência espiritual, quando viu uma luz de brilho deslumbrante que fez sua alma tremer, e nos anos seguintes essas visões se repetiram com frequência. Hildegarda relatou algumas delas para as pessoas de sua família, mas, intimidada com a reação de surpresa e desconfiança que causavam, logo cessou de mencioná-las.

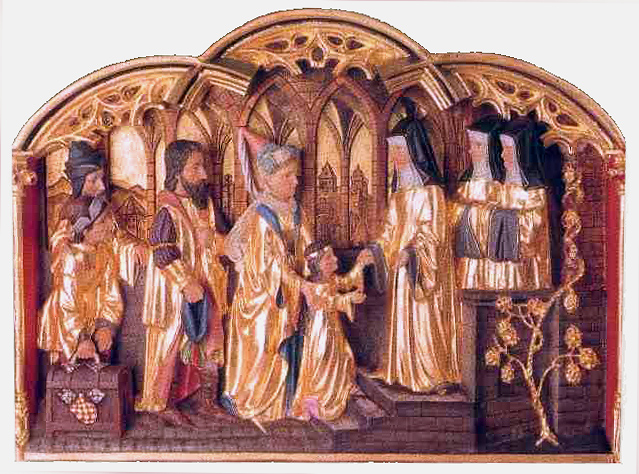
Entrega de Hildegarda para Jutta, altar de Santa Hildegarda na igreja paroquial de Bingen

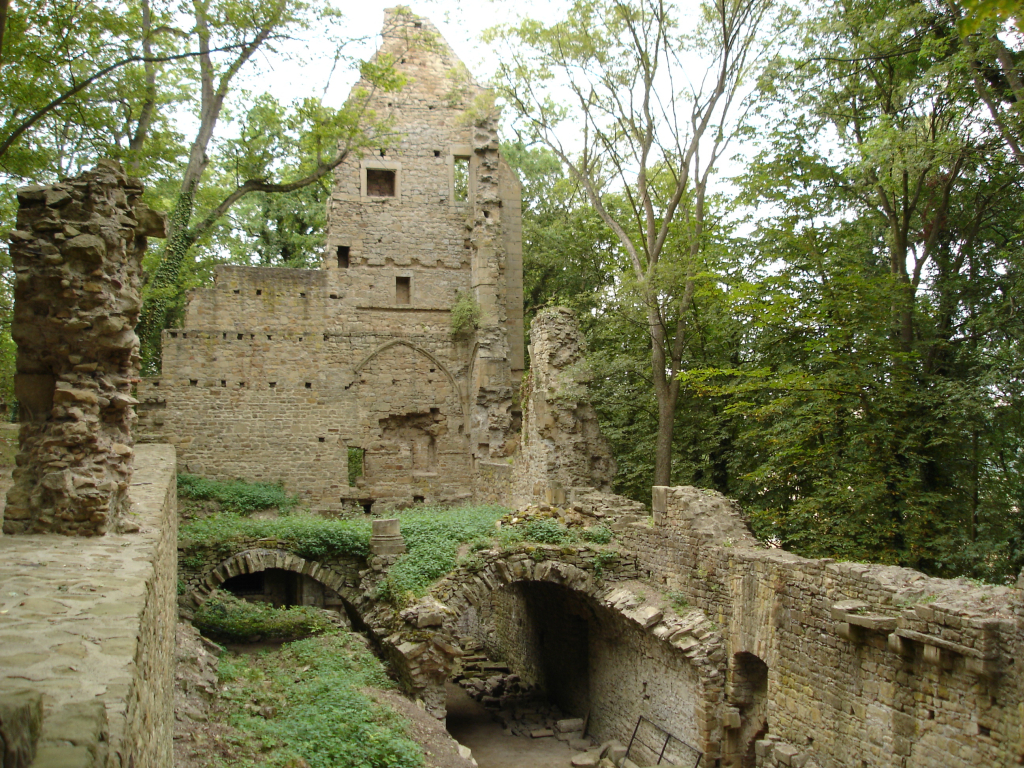
Ruínas do Mosteiro de Disibodenberg

Com oito anos foi confiada aos cuidados de Jutta, filha do conde de Sponheim, e que era a mestra (Cf. nota:) de um pequeno grupo de monjas enclausuradas de um eremitério anexo ao Mosteiro de Disibodenberg, que as supervisionava. Jutta introduziu Hildegarda no modo de vida dos Beneditinos e deu-lhe as primeiras letras através da leitura das Escrituras. Possivelmente também lhe ministrou elementos de música. Em sua época os mosteiros beneditinos eram uma das melhores opções para os membros da aristocracia germânica que desejavam se dedicar à religião; estavam entre os mais importantes centros de cultura da Europa medieval, e podiam prover uma educação esmerada para os filhos da nobreza. Mas parece que, no seu caso, a julgarmos por suas repetidas declarações anos mais tarde, essa educação inicial foi apenas rudimentar. Suas experiências visionárias continuavam, mas ela mesma ainda não sabia definir sua origem. Dizia que via e ouvia as coisas "em sua alma", chegava a ter sensações táteis e olfativas, e ao mesmo tempo continuava alerta para com o que se passava no mundo físico, e em plena posse de suas faculdades mentais e corpóreas, mas também disse que elas a exauriam, a ponto de deixá-la constantemente doente.
Em 1114 fez seus votos definitivos e ingressou na Ordem, mas a reconstituição de sua vida nesse eremitério é muito difícil; não há relatos descritivos, salvo breves alusões. A partir de crônicas deixadas sobre outras comunidades semelhantes de seu tempo, é provável que seu eremitério tenha seguido em linhas gerais, mas com maior pobreza, a rotina dos monges beneditinos que o supervisionava, passando a maior parte do dia em orações ou trabalhos manuais. O contato com o mundo profano era rigorosamente vedado, e ao que tudo indica não podiam sequer sair para exercitar-se. Em todos os assuntos devem ter dependido dos monges vizinhos, mas não há como saber em que medida Hildegarda se beneficiou da rica vida cultural de que desfrutavam os integrantes masculinos da Ordem. Entretanto, mesmo em todos os outros momentos isoladas do mundo, parece garantido que as missas eram assistidas pelas monjas na igreja dos monges, pois não possuíam uma própria, e pelo menos no que diz respeito à vivência musical e ao aprendizado do latim, da retórica sacra e da doutrina católica, essa frequência deve ter sido de grande importância para a futura carreira de Hildegarda. Logo a fama de virtude de sua mestra, que veio a ser santificada, e a dela própria, começaram a atrair outras monjas, o pequeno eremitério, que inicialmente possuía apenas uma porta e uma janela, foi gradualmente ampliado e se tornou quase um mosteiro autônomo, e o rigor de sua clausura parece ter sido suavizado. É possível que tenha se envolvido então com o cuidado de doentes e gestantes e incrementado suas práticas musicais. Segundo o que disse anos depois, sua saúde melhorou, ela se sentia mais confiante e sua habilidade clarividente se desenvolveu, passando a ser capaz de prever o futuro.

### Maturidade
Até a ocasião da morte de Jutta, em 1136, quando foi eleita mestra das monjas de Disibodenberg, as fontes primitivas não dão dados relevantes; ela mesma afirmou em um de seus escritos que sua juventude fora de pouco interesse salvo pelas visões que tinha. Mas em 1141 teve uma visão que abriu-lhe o entendimento para o significado profundo do texto das Escrituras. Numa de suas notas autobiográficas, disse:

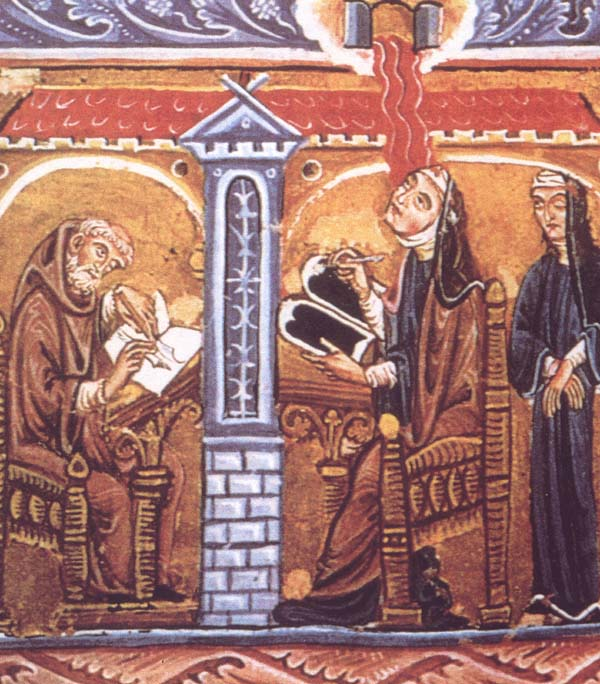
Hildegarda escrevendo sob inspiração divina

"E sucedeu no 1141º ano da encarnação de Jesus Cristo, Filho de Deus, quando eu tinha quarenta e dois anos e sete meses, que os céus se abriram e uma luz ofuscante de excepcional fulgor fluiu para dentro de meu cérebro. E então ela incendiou todo o meu coração e peito como uma chama, não queimando, mas aquecendo… e subitamente entendi o significado das exposições dos livros, ou seja, dos Salmos, dos Evangelhos e dos outros livros católicos do Velho e Novo Testamentos".
Ao mesmo tempo uma voz lhe ordenou: "Oh mulher frágil, cinza de cinza e corrupção de corrupção, proclama e escreve o que vês e ouves". Para que não restassem dúvidas, a ordem lhe foi repetida por três vezes. Mas não pôde colocar em prática de imediato o mandado divino. Imaginava-se indigna e isso a atormentava, e temendo o que os outros iriam dizer dela se aparecesse como profeta, entrou em uma crise interior, e adoeceu. Por incentivo do monge Volmar, que provavelmente deu-lhe uma educação complementar mais sólida e ajudou-a na correção do seu latim ainda precário, transcreveu alguma coisa em segredo, os primeiros esboços de seu Liber scivias Domini, mas somente em 1147, ainda hesitante, procurou Bernardo de Claraval, já famoso, em busca de orientação. Escreveu-lhe uma carta onde expunha suas dúvidas e receios, e pedia uma confirmação para seu dom, mas a resposta do celebrado religioso foi circunspecta e evasiva. Não quis assumir a responsabilidade por seus atos, mas encorajou-a a confiar no seu próprio julgamento e através dele atender ao chamado que recebera. Mas logo passou a apoiá-la mais efetivamente, persuadindo o papa Eugênio III a ler alguns de seus escritos iniciais diante do sínodo reunido em Trier em 1147-1148. O papa enviou uma comissão de clérigos para verificar a autenticidade do que tinha em mãos como sendo dela, e, confirmada a autoria, o papa enviou-lhe uma carta louvando seu amor a Deus e sua reputação honrada, aprovando suas visões, o que lhe deu o impulso decisivo para assumir publicamente seu dom profético como uma missão evangelizadora e passasse a lançar ao papel resolutamente e em detalhe o que lhe era revelado. Escrevia em latim, o que de imediato excluía um público popular, e o próprio conteúdo de seus escritos também os direcionava para a elite. Torna-se surpreendente a sua produção quando se lembra que em seu tempo as mulheres em geral tinham pouquíssimo espaço na vida cultural, civil e religiosa, havia muitos preconceitos contra elas a respeito de sua moralidade e de suas capacidades físicas e intelectuais, e não tinham nenhuma autoridade. Ao mesmo tempo, ela própria se sentia pouco qualificada, alegando ter recebido uma educação pobre e que, comparada com a refinada cultura nas artes liberais que muitos monges recebiam, fazia dela, aos olhos de seus contemporâneos, uma semianalfabeta. Mas imediatamente depois da aprovação papal, tornou-se uma celebridade em toda a Europa.
Em 1148, obedecendo uma ordem recebida em uma visão, deixou Disibodenberg junto com outras monjas a fim de revitalizar o antigo Mosteiro de Rupertsberg, então arruinado. Era localizado numa região erma, e lá continuou seu trabalho religioso e assistencial, bem como seus escritos. A mudança encontrou resistência no clero e nos monges de Disibodenberg, e inclusive entre suas monjas, mas finalmente, em torno de 1150, o prédio estava restaurado, e o grupo, instalado. Sua primeira obra, o Liber scivias Domini (Livro do conhecimento dos caminhos do Senhor), foi concluída ali em 1151, contendo uma coleção de relatos sobre suas visões até então. Esse período inicial em Rupertsberg foi marcado por várias dificuldades, lutando por verbas para o sustento da comunidade e pela regularização de seu estatuto jurídico, e enfrentando a deserção de várias monjas, perdendo inclusive a sua assistente e discípula favorita, Richardis von Stade, que foi indicada superiora de outro mosteiro. Por outro lado, foi favorecida pelas boas relações de sua família com a nobreza local e com o alto clero. Ela mesma já era famosa e se correspondia com várias personalidades importantes, e ganhou a amizade e a proteção de Frederico II, até que as diferenças dele com o papa fizeram essa amizade esfriar. Também desta fase datam suas primeiras composições musicais e poéticas conhecidas, bem como suas primeiras observações científicas da natureza e textos médicos. A partir de 1158 iniciou sua próxima obra importante, o Liber vitae meritorum (Livro dos méritos da vida), onde examinou os vícios e as virtudes da vida humana, mas esteve doente ao longo de quase todo o período em que o escreveu.

### Anos finais e morte
A partir de 1160, sempre por força de comandos divinos que lhe impunham doenças até que ela anuísse ao chamado, o que fazia nem sempre de boa vontade ou imediatamente, por temor da rejeição das pessoas, empreendeu diversas viagens pela Alemanha e França a fim de pregar, um privilégio nunca outorgado a mulheres, indo primeiro a Mogúncia, Würzburg, Ebrach e Bamberg. Depois viajou para a Lorena, passando por Trier e Metz. No ano seguinte visitou Colônia e outras cidades, indo até o Ruhr. Em 1163 terminou o Liber vitae e imediatamente iniciou sua obra teológica mais notável, o Liber divinorum operum (Livro das obras divinas), um comentário sobre o prólogo do Evangelho de São João e sobre o livro do Gênesis, aprofundando os temas já tratados no Scivias. A escrita dessa obra sofreu várias interrupções, e só foi terminada em 1174, pouco antes de sua morte. Em 1165 suas tarefas duplicaram com a fundação de um novo mosteiro em Eibingen, para acomodar o crescente número de monjas sob seus cuidados. Visitava-o duas vezes por semana, e nesse período seus biógrafos dizem que fez suas primeiras curas milagrosas e exorcismos.
Em torno de 1170, já idosa, uma visão ordenou que ela fizesse uma última viagem, agora para Maulbronn, Hirsau, Zwiefalten e outras cidades. De início relutou, como costumava fazer, mas então foi atacada por uma hoste de espíritos malignos que se compraziam em humilhá-la e infligir-lhe intensas dores físicas. Quando finalmente aceitou a incumbência, foi recompensada com a visão de um homem de aparência extraordinariamente formosa e de bondade amantíssima:
"Ao vê-lo senti todo meu ser infuso de um perfume balsâmico. Então exultei com alegria imensa, e desejei permanecer na sua contemplação para sempre. E ele ordenou que os que me afligiam partissem e me deixassem em paz, dizendo: 'Vão, não quero que a atormentem mais!', e eles, partindo, gritaram: 'Ah, sempre que viemos aqui saímos confundidos!' Imediatamente, às palavras do homem, a doença que me afligia, como água empurrada pelo vento, se foi, e eu recuperei as forças".

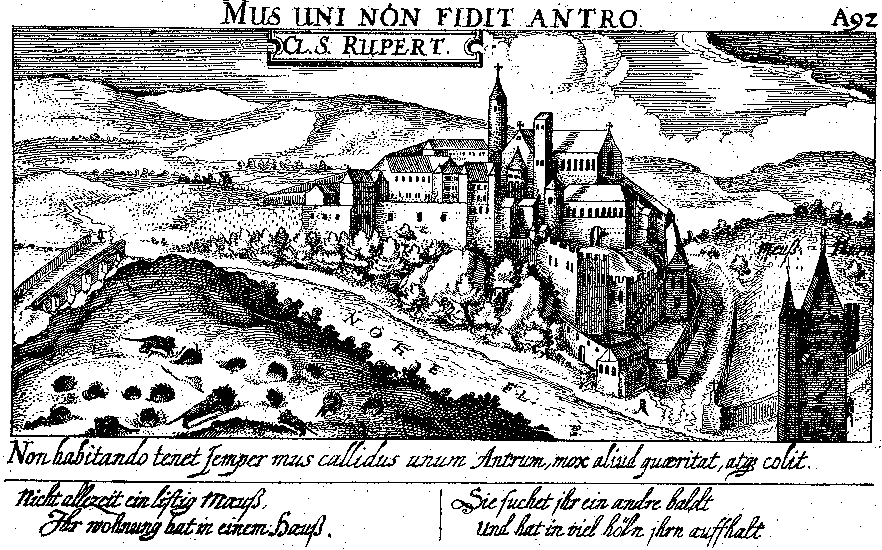
Mosteiro de Rupertsberg em torno de 1620

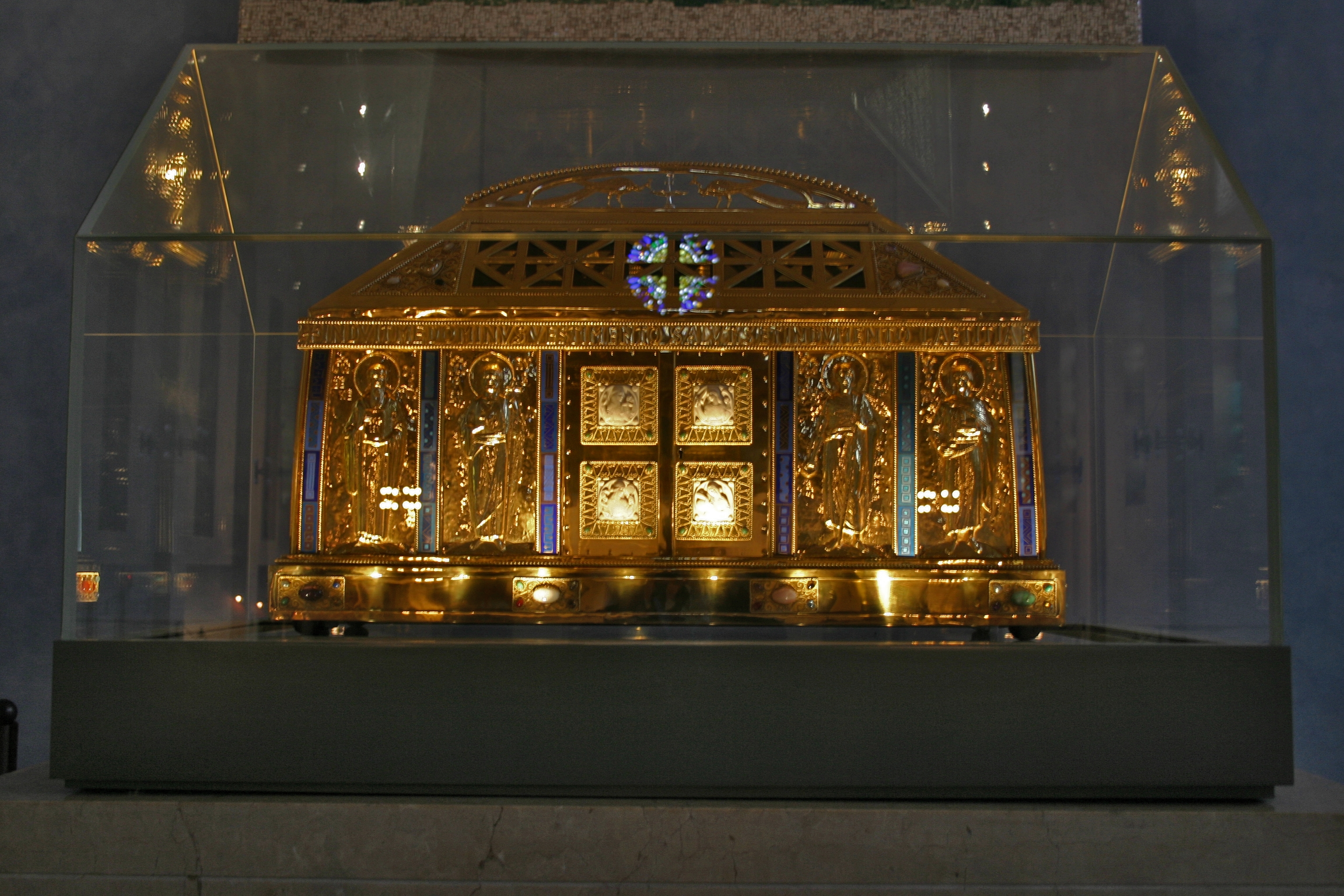
Relicário de Santa Hildegarda na igreja paroquial de Eibingen

Suas pregações eram audaciosas e veementes, denunciando os vícios do clero e combatendo as heresias, em particular a dos cátaros, que naquela altura estavam penetrando rapidamente na Germânia, fazendo muitos seguidores. Esses périplos exigiam muito de sua saúde, e seus anos finais foram perturbados por uma série de moléstias. Algumas lhe causavam grandes sofrimentos, mas seus dotes intelectuais e espirituais pareciam crescer à medida que o corpo fraquejava. Permaneceu sempre em atividade, escrevendo, debatendo com outros religiosos e atendendo à crescente multidão de pessoas que vinham em busca de seu conselho e dos remédios que preparava. Nesse período escreveu as biografias de São Rupert e São Disibod, um comentário sobre a Regra Beneditina, e outras peças menores. Além de seus problemas de saúde e os administrativos, perdeu em 1173 seu colaborador de longa data, o monge Volmar, e custou a encontrar um substituto. Teve de apelar para o papa Alexandre III, e após longas negociações foi-lhe enviado o monge Gottfried em fins de 1174 ou no início de 1175, que começou a servir de seu assistente e iniciou a compor uma biografia sobre Hildegarda, mas faleceu em 1176 sem terminá-la. Foi então substituído pelo monge Guibert de Gembloux, que também se dedicou a escrever sobre sua vida, e igualmente não terminou o trabalho, abordando apenas seus anos iniciais, o que foi uma lástima dado o vulto do fragmento que sobreviveu.
No último ano de sua vida enfrentou uma outra crise, agora a do interdito que o clero de Mogúncia impôs sobre o seu mosteiro, impedindo a celebração da missa e a prática dos cânticos sacros. O motivo foi o de ela ter permitido o enterro de um nobre alegadamente excomungado no cemitério de seu mosteiro, mas segundo ela este nobre havia sido absolvido in extremis e recebido a eucaristia. A despeito de ter feito apelos às autoridades, explicando o ocorrido, o conflito só piorou e foi necessário o concurso do arcebispo de Mogúncia, que decidiu levantar o interdito em 1179. Mas todo o caso a desgastou profundamente, e depois de conseguir uma solução favorável para si, perdeu as forças e desejou ser liberta do corpo para encontrar a Cristo. Previu a iminência de sua morte e faleceu pacificamente em 17 de setembro do mesmo ano.

## As fontes documentais primitivas

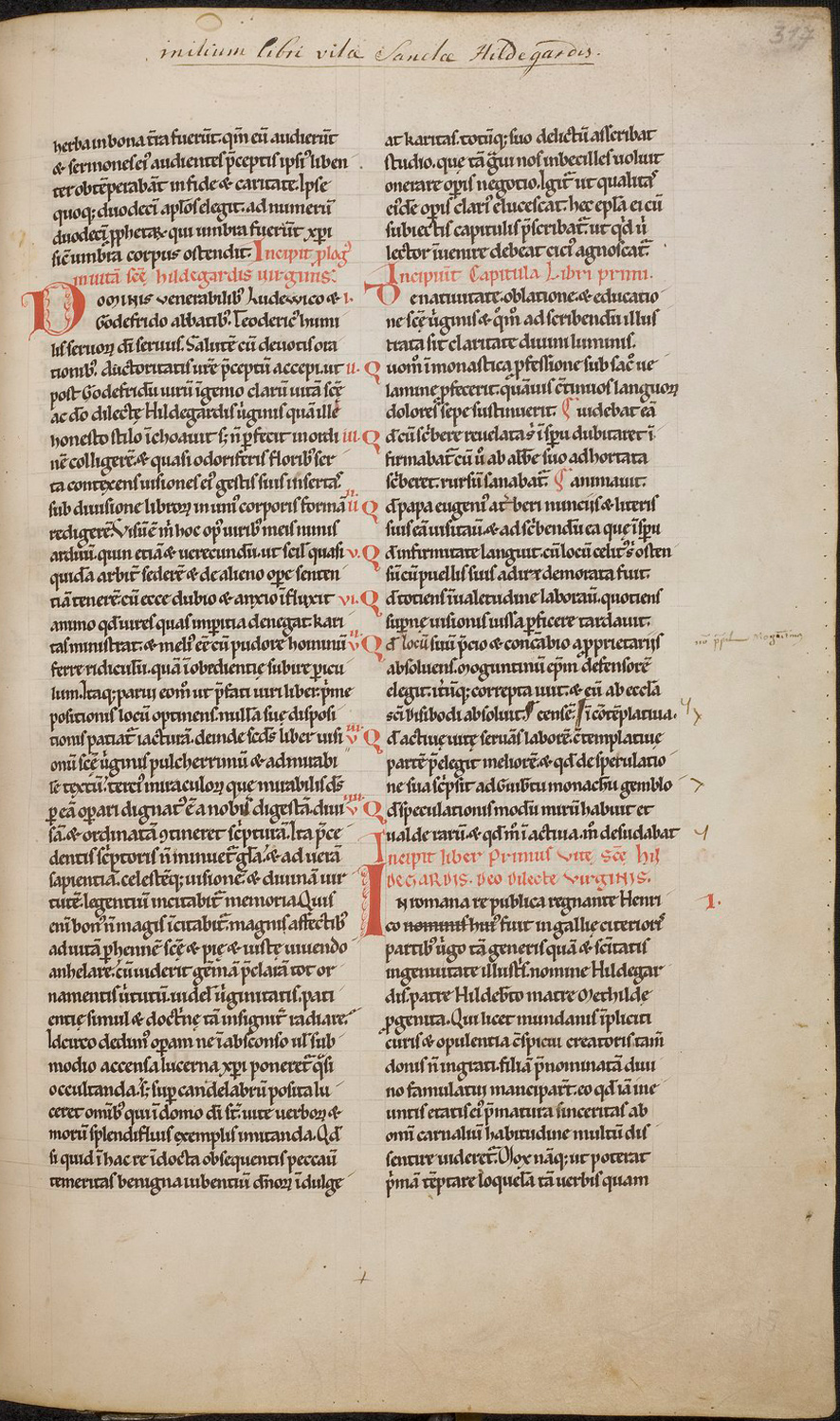
Fólio 0317 recto do Riesencodex, com a primeira página da Vita Sanctae Hildegardis

A principal fonte de informação sobre sua vida é a biografia que foi escrita por seu secretário, o monge Gottfried, Vita Sanctae Hildegardis, mas quando ele morreu, em 1176, deixou a obra inacabada. Somente uma década mais tarde o monge Theoderic, de Echternach, retomou o trabalho, escrevendo mais dois volumes e provendo um prefácio. Embora Gottfried tenha vivido em contato direto com Hildegarda e conhecido muito de sua vida, informações essenciais não foram incluídas no seu livro, nem mesmo o lugar e a data de nascimento foram indicados. Além disso, seu relato é convencionalmente laudatório, mas por outro lado transcreveu boa parte da correspondência de Hildegarda. A contribuição de Theoderic foi também importante porque ele usou longas passagens autobiográficas de material autógrafo que mais tarde foi perdido. Mas como toda hagiografia daquela época, seus autores não se propuseram a oferecer uma narração "objetiva" de sua carreira - o propósito primário foi o de mostrá-la ao mundo como uma sábia, uma profetisa e uma santa, encontrando para todos os seus atos uma justificação sobrenatural e uma inspiração divina, e advogando claramente sua canonização oficial.
Outra fonte de suma importância é a sua própria correspondência, e os prefácios que escreveu para seus livros, onde muitas vezes deu detalhes de como, quando e onde foram escritos. Uma outra biografia, também incompleta, foi deixada pelo monge Guibert de Gembloux, o último secretário de Hildegarda, e sobrevivem ainda alguns documentos eclesiásticos e algumas crônicas posteriores do próprio mosteiro, que acrescentam dados úteis, como a Acta Inquisitionis, elaborada pela Igreja quando as monjas de Rupertsberg pleitearam sua canonização. Recentemente foi descoberta a biografia sobre Jutta, sua mestra, mas se dá um painel interessante sobre o contexto cultural da época e sobre os primeiros anos de Hildegarda, a cronologia que apresenta não concorda com a maioria das outras fontes conhecidas.
Embora com algumas perdas, o principal de sua produção foi preservado e chegou aos dias de hoje. Sobrevivem dez manuscritos integrais do Scivias, cinco do Liber vitae meritorum, cinco do Liber divinorum operum, três do Physica, um do Causae et curae, e dezenove com um número variado de suas cartas, além de um grande número de trechos citados em obras alheias e fragmentos diversos, mas o mais importante é o Riesencodex, conservado na Biblioteca Estatal de Hesse, na Alemanha, com sua obra quase completa, excluindo o tratado sobre ciência natural. Foi considerado em sua época como a versão definitiva de seus escritos. Não deve ter sido concluído no período de sua vida, mas com toda probabilidade foi uma edição iniciada por ela mesma, e executada por um grupo de assistentes anônimos de Rupertsberg. Foi escrito como volumes separados, que entre os séculos XV e XVI foram reunidos em um só códice com 481 fólios, pesando 15 kg.

## Seu tempo
No período em que Hildegarda viveu a Europa central estava experimentando um período de florescimento depois de séculos de agitações internas, nascidas com a fragmentação do Império Carolíngio, e de ameaças externas nas invasões viquingues ao norte e oeste, magiares a leste e mouras no sul. Com a cessação desses problemas a população voltou a crescer, a agricultura e a educação se desenvolveram, a tradição clássica começou a ser recuperada, e foram fundadas novas ordens religiosas. Nesse panorama o reino da Germânia, onde ela nasceu, se foi relativamente poupado das aflições que acometeram o resto da Europa e foi uma das áreas a primeiro dar sinais de revitalização, sua situação não estava isenta de graves problemas internos. A estrutura do reino era fracamente coesa, sendo formado por vários pequenos Estados mais ou menos independentes, muitos deles regidos por clérigos de nascimento nobre, e assim influência da Igreja sobre os assuntos laicos era especialmente forte. Isso não impediu, paralelamente, que surgissem diferenças com o papado, especialmente de parte de Henrique, rei da Germânia e depois imperador do Sacro Império, que acabou excomungado e deposto pelo papa Gregório VII em 1075, o que degenerou em uma guerra civil que durou com altos e baixos até a assinatura da Concordata de Worms em 1122, mas por toda a vida de Hildegarda o clima social permaneceu instável e tenso, ocorreram outros atritos entre o poder laico e o sagrado, e novas batalhas, ainda que os principais conflitos tenham ocorrido longe de sua região e o ritmo da sua vida monástica tenha permanecido mais ou menos livre dos efeitos perturbadores dos acontecimentos políticos e militares.
Na altura do nascimento de Hildegarda a Igreja estava largamente secularizada; a compra de títulos eclesiásticos era corriqueira mesmo por pessoas sem a menor vocação religiosa, príncipes e bispos vendiam abadias e mosteiros sem o menor embaraço a quem pagasse o melhor preço, e seus novos ocupantes por sua vez faziam comércio dos cargos correlatos; a simonia infectara toda a hierarquia do clero e nem o trono papal estava isento. Por outro lado, os Estados germânicos se haviam apropriado das investiduras clericais à revelia da Igreja, e estando os cargos sacros vinculados amiúde à posse de bens e terras, se criou efetivamente toda uma classe de poderosos clérigos que em nada diferiam dos senhores feudais em seus propósitos, práticas e ambições, inclusive mantendo exércitos e mulheres em concubinato. Ademais, sua época foi uma de heresias, cismas religiosos e antipapas, e todos esses fatores tornaram a vida religiosa de então tumultuada, desvirtuada e confusa. Boa parte da atuação de Hildegarda foi dedicada a tentar corrigir esse estado de coisas, e sua correspondência com reis e prelados eminentes o prova, não poupando ásperas censuras contra aqueles que considerava corruptos. Quanto à atuação pública das mulheres, havia restrições várias, mais fortes ainda no campo religioso, derivadas do banimento da fala feminina no culto imposto pelo apóstolo São Paulo, e que havia sido estendido para toda atividade de exegese e pregação, e contra essa tendência sua ativa personalidade pública surgiu como uma pioneira.

### Misticismo e santidade
A época de Hildegarda viu mudar o conceito de Deus, mudança que tornou a divindade aos olhos das pessoas menos carregada dos atributos da justiça inflexível, da inacessível majestade e da ira vingativa contra os pecadores, e mais cheia de amor para com seus filhos, dando-lhe um caráter mais paternal e benevolente que a aproximou do reino humano. Isso deu origem a um desejo de uma experiência do divino mais direta e íntima, e a legitimação desse desejo pela autoridade eclesiástica foi seguida pelo desenvolvimento de uma religiosidade de índole mística, profusamente colorida por expressões físicas e marcada pelo irracionalismo. Muitos estudos recentes têm apontado para as associações do misticismo medieval com a histeria e outros fenômenos psicossomáticos; vários místicos daquele tempo combinaram intensa devoção com grandes doses de sofrimento corporal, não raro autoinfligido em severas disciplinas e penitências físicas, numa ampla gama de modalidades e efeitos que não excluía o visionarismo de caráter claramente sexual. O misticismo de Hildegarda não foi exatamente típico, mas combinava percepções sensoriais de várias espécies com um conteúdo alegórico-teológico intenso e profundo. Como já foi aludido antes, suas visões lhe surgiam em plena consciência desperta, vendo-as através de seus sentidos espirituais enquanto que permanecia de posse de seus sentidos corporais, e também eram-lhe causa de sofrimento ou exaustão físicos, muito agravados quando ela se recusava ou tardava a colocá-las por escrito, o que ela dizia ser uma punição divina por sua falta de fé e pouca obediência.

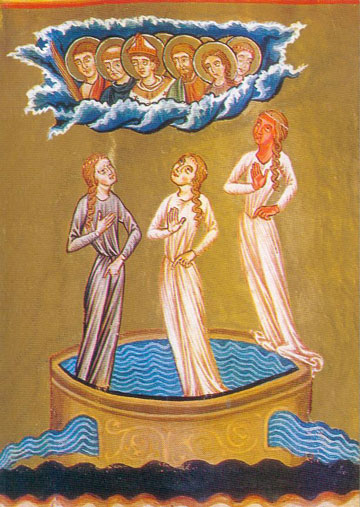
A fonte da vida, iluminura do Liber divinorum operum

Alguns pesquisadores modernos acreditam que essas alegadas visões eram alucinações psicossomáticas derivadas de uma neurose histérica, ou efeitos colaterais de uma enxaqueca recorrente, em vista de uma série de sintomas visuais que estão amiúde associados a esta afecção, como halos luminosos em torno dos objetos, luzes ofuscantes e assim por diante. Mas um estudo detalhado de seu comportamento e vida a partir das fontes disponíveis torna a possibilidade da histeria na melhor das hipóteses apenas conjetural, ao mesmo tempo que ela parece ter sido embasada em pressupostos freudianos já em parte desacreditados; por sua vez, a enxaqueca, se de fato pode causar aberrações perceptivas, não pode ser apontada como a origem do conteúdo místico altamente organizado e coerente que as acompanhava. Sua mestra Jutta praticava um ascetismo rigoroso que incluía penitências e mortificações corporais severas, mas não o impunha a Hildegarda, o que é importante saber porque estudos indicam que aflições físicas drásticas podem induzir a estados alterados de consciência; mas por outro lado as doenças crônicas que sofria podem ter sido as facilitadoras para a ocorrência dos fenômenos e não a sua consequência, como ela julgou. Enfim, a verdadeira origem das suas visões é obscura, restando ainda a possibilidade, rejeitada por muitos estudiosos modernos, de serem de fato obra de Deus.
Tem sido pretexto para muito debate o motivo por que Hildegarda envolveu sua produção científica e moralizante, e mesmo seu trabalho teológico, dentro de uma moldura especificamente mística, pois o interesse pela natureza, a instrução ética e a teologia não são necessariamente parte do universo místico e poderiam ter florescido numa perspectiva acadêmica e/ou pastoral. Uma das explicações mais comuns entre os pesquisadores é a de que ela se viu obrigada a tanto pelo seu contexto sociocultural, numa época em que as mulheres eram objeto de desprezo generalizado. Assim, revestir sua fala com o prestígio da revelação divina teria sido a solução que encontrou para abrir espaço para si num mundo dominado pelos homens. Mas como é válido para toda a religiosidade daquele tempo, tentar decidir se suas visões tiveram uma causa de fato sobrenatural ou se foram produto de distúrbios psíquicos ou físicos, ou se foram um simples recurso estratégico para se fazer ouvir e respeitar, não vem ao caso para os propósitos do estudo de sua vida no contexto de sua época - para os homens do século XII a inspiração divina era tida como uma possibilidade concreta e suas manifestações físicas bizarras ou maravilhosas como parte do mistério inerente à vivência religiosa profunda.
Mesmo possuindo traços místicos, para vários autores, como Newman, Bynum, Bishop e Hart, Hildegarda não deveria ser estudada centralmente dentro da perspectiva do misticismo, pois entendem sua religiosidade não tanto como uma busca da união interna e pessoal com Deus, nem conformada a uma prática de ascetismo intenso, de pobreza evangélica e de isolamento eremítico, que seriam os determinantes do misticismo mais típico, e a descrevem antes como profetisa, pregadora, reformadora da Igreja e visionária, que via as práticas ascéticas extremas como uma tentação a ser evitada. Também apontam em reforço a esta tese a virtual ausência de sua parte de um interesse forte em sua própria subjetividade, e a despeito de suas múltiplas visões internas, elas parecem ter sido consideradas por Hildegarda mais como informações concretas a serem transmitidas ao mundo exterior, como a verdadeira voz divina de que ela era apenas um canal, do que como parte de um universo pessoal seu.
Narrações sobre sua benignidade, devoção e piedade são abundantes na biografia escrita por Gottfried e Theoderic, mas isso apenas, para a Igreja, não faz um santo, e são necessários testemunhos fidedignos de milagres. Na Vita são-lhe atribuídos um exorcismo e vinte e cinco curas milagrosas, entre elas a cura de um edema no peito e garganta de uma serva do seu mosteiro ao fazer o sinal da cruz sobre a região afetada; a restauração da visão de um menino com a água do rio Reno, e a cura à distância de um sangramento crônico em uma mulher através do contato de uma carta sua contendo uma bênção, e depois de sua morte foram relatadas outras curas de peregrinos junto ao seu túmulo. Mesmo assim, Hildegarda não fora canonizada oficialmente pela Igreja Católica. Uma tentativa nesse sentido foi orquestrada logo após sua morte por seus amigos e suas monjas, que incluiu o incentivo a romarias à sua tumba, a compilação de uma lista de seus milagres, a construção de um altar para ela, a confecção de versões de luxo de seus escritos — a origem dos manuscritos iluminados e do Riesencodex que chegaram à contemporaneidade — e um pedido formal ao papa Gregório IX, que deu início ao processo regulamentar em 1227, continuado por seus sucessores. Depois de várias delongas, somente em torno de 1233 a comissão encarregada foi ouvir as testemunhas e os recipientes de seus milagres, mas nesta altura muitos já haviam morrido, as curas milagrosas póstumas haviam cessado e sua popularidade já declinara bastante. O resultado foi o de se abandonar o processo por ausência de evidências suficientes, mas conseguiu-se sua beatificação oficial.
Ao longo do século XIII se desenvolveu um culto popular dirigido a ela, em 1324 o papa João XXII autorizou sua veneração pública, e suas relíquias foram autenticadas no encerramento do século XV. Finalmente seu nome foi inscrito como santa na primeira edição do Martirológio Romano, de 1584, aprovada pelo papa Gregório XIII, e sua inclusão foi ratificada na edição revista de 2001 publicada sob os auspícios do papa João Paulo II, que a descreveu como "uma santa extraordinária, uma luz para seu povo e sua época que nos dias de hoje brilha ainda mais intensamente". Para dirimir quaisquer dúvidas que ainda pairassem sobre o seu estatuto de santa, em 10 de maio de 2012 o papa Bento XVI proclamou publicamente sua santidade e determinou que seu culto seja estendido à Igreja Universal na forma devida aos santos, ratificando definitivamente a inclusão do seu nome na lista dos santos católicos. Em 7 de outubro do mesmo ano, através de Carta Apostólica, foi honrada com o título de Doutora da Igreja, considerando a ortodoxia da sua doutrina, a sua reconhecida santidade, a importância dos seus tratados, sua influência sobre outros teólogos e também a atualidade do seu exemplo:
"A sua mensagem é extraordinariamente atual no mundo contemporâneo, de modo especial sensível ao conjunto dos valores propostos e vividos por ela. Pensamos, por exemplo, na capacidade carismática e especulativa de Hildegarda, que se apresenta como um incentivo vivaz à pesquisa teológica; na sua reflexão sobre o mistério de Cristo, considerado na sua beleza; no diálogo da Igreja e da teologia com a cultura, a ciência e a arte contemporânea; no ideal de vida consagrada, como possibilidade de realização humana, na valorização da liturgia, como celebração da vida; na ideia de reforma da Igreja, não como estéril mudança das estruturas, mas como conversão do coração; na sua sensibilidade pela natureza, cujas leis devem ser tuteladas e não violadas. Por isso a atribuição do título de Doutor da Igreja universal a Hildegarda de Bingen tem um grande significado para o mundo de hoje e uma extraordinária importância para as mulheres. Em Hildegarda resultam expressos os valores mais nobres da feminilidade: por isso também a presença da mulher na Igreja e na sociedade é iluminada pela sua figura, tanto na óptica da pesquisa científica como na da ação pastoral".

## Ideias gerais e posição histórica

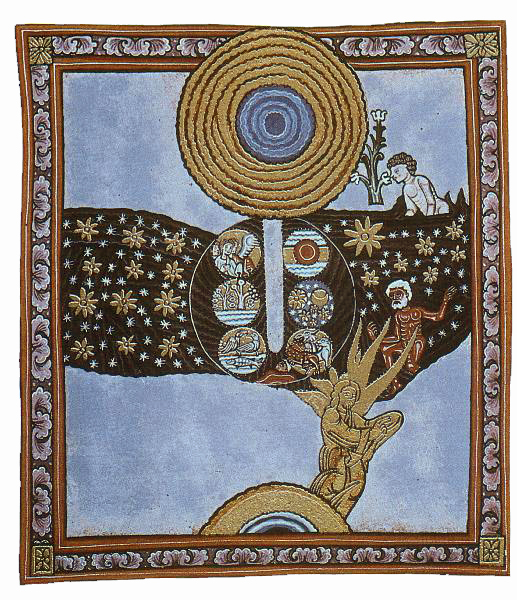
A criação do mundo em seis dias, iluminura do Scivias

Seus escritos evidenciam que ela tinha um profundo interesse pela natureza e pela história do mundo. Para ela a Criação e a vida eram essencialmente boas e santas, mas procurava em tudo um significado dentro do drama da Salvação universal e uma utilidade prática para a melhoria da vida na Terra como um todo. Contudo, se torna difícil para a pesquisa moderna interpretar muito de seus textos em virtude de sua densa rede de simbolismos, alegorias e metáforas, mas essa mesma complexidade e riqueza é um dos motivos de tanto interesse atual sobre seu pensamento. Segundo Jane Duran, a metafísica de Hildegarda evoluiu de modo a formar um conceito integrado sobre o que significa ser Humano no contexto da Criação divina, através de um diálogo entre o vitalismo monista, tipificado na sua concepção abrangente e unificada da origem, estrutura e destino do cosmos, e o dualismo, expresso em sua constante preocupação com a luta entre o bem e o mal. Tentou mostrar que o homem desempenha um papel de grande relevo na ordem do mundo, mas enfatizou sua união essencial e indissolúvel com o restante da natureza. Também reafirmou a primazia absoluta do Criador, o Deus Triuno, como a fonte, essência, substância, justificativa e fim de tudo:
"Deus é quem vive, é quem trabalha, e é quem conhece. Nele todas as coisas têm o potencial da perfeição. Todas as coisas se tornam distintas e perfeitas através daqueles três poderes.... Deus está além da mente e do entendimento de todas as criaturas. Na claridade de seus mistérios e segredos Ele provê para tudo e governa sobre todos, assim como a cabeça governa todo o corpo".
Sua cosmologia incluía ainda outras entidades em uma ordenação hierarquizada, como os anjos e diversas outras que descreveu em suas visões, e incluía nesta ordem as virtudes em abstrato, o que de certa forma a aproximava da concepção platônica das ideias, que em sua época estava sendo redescoberta através dos escritos do Pseudo-Dionísio e de Escoto Erígena. Sua concepção da anatomia esotérica do ser humano derivava em parte da filosofia clássica, ao vê-lo composto por proporções específicas dos quatro elementos, mas a herança cristã, predominante, se tornava evidente na aceitação da ortodoxia católica em todos os aspectos fundamentais. A forma humana era a forma por excelência da Encarnação do Verbo divino; assim os homens eram verdadeiras encarnações divinas, compostos por alma e corpo numa união originalmente harmoniosa e pura - Adão e Eva -, e ainda que descrevesse a alma presentemente como caída, continuava poderosa e podia ser redimida pela graça de Cristo e pelo exercício das virtudes, e enfim voltar voluntária e conscientemente para sua origem sublime. Criatura dúplice, ao mesmo tempo fraco e forte, augusto e deplorável, mortal e imortal, o homem de qualquer forma ocupava para ela o lugar mais destacado na estrutura do cosmos, espelhando-o em si mesmo e sendo o rei e senhor da natureza. Por isso jamais poderia viver em isolamento e devia trabalhar em prol de tudo ao seu redor, tanto para o bem do mundo como para seu próprio, pois o corolário de sua visão era que tudo fazia parte dele e ele fazia parte de tudo, tudo estava em Deus e Deus estava em tudo através da Encarnação. Desse modo, com o uso da razão, da vontade e do senso de responsabilidade de que fora dotado, e com o concurso das outras potências espirituais que Deus depositara em sua alma e que faziam parte da vida e poder do próprio Deus, o homem podia, se quisesse, ser um auxiliar inestimável de seu Criador na realização de todas as potencialidades do universo. Porém mais do que uma opção, a colaboração entre homem e Deus era, para Hildegarda, indispensável para que o universo chegasse à sua plena floração (opus per hominem floreat), e não é gratuita a palavra "floração", pois em todos os seus escritos natureza e homem são sempre correlacionados e compartilham também de uma simbologia comum.
A intimidade entre homem e natureza era tanta que, segundo o que escreveu, o comportamento humano era capaz de alterar o meio ambiente, atribuindo a irregularidade do clima ao estado de incessante inquietude humana, pois essa agitação confundia os elementos e os fazia saírem de seus limites, com resultados desastrosos. Chegou a dar fala aos elementos naturais, fazendo-os clamar pela justiça divina contra a insensatez humana: "Todos os elementos e todas as criaturas choram em alta voz diante da profanação da natureza e da devoção maligna da humanidade ao seu modo de vida de rebelião contra Deus, enquanto que a natureza irracional cumpre submissa as leis divinas. Eis o motivo pelo qual a natureza protesta tão amargamente contra a humanidade", ao que Deus respondia dizendo: "Eu os purgarei com minhas varas e os atormentarei até que voltem para mim.... os ventos terão fedor de putrefação e o ar vomitará tanta sujeira que as pessoas não ousarão sequer abrir suas bocas", e esse quadro soa como uma sombria prefiguração dos problemas ecológicos de hoje. Se o mundo físico e seus elementos constituintes estavam para Hildegarda investidos de tanta importância, os meios pelos quais o homem tomava conhecimento do mundo também foram valorizados - seus sentidos corpóreos - a ponto de ela declarar que "somos fortalecidos e conseguimos a salvação de nossas almas através dos cinco sentidos.... podemos conhecer todo o mundo através de nossa visão, entendê-lo através de nossos ouvidos, distinguir as coisas pelo olfato.... dominá-lo com nosso toque, e desse modo chegamos a conhecer o verdadeiro Deus, autor de toda a Criação", o que ressalta o papel central que atribuía à Encarnação no processo de Redenção da humanidade.
Seus escritos mais importantes, os que relatam suas inúmeras visões, não eram inconsistentes com o pensamento corrente de sua época. Apesar do florescimento das universidades e da ciência em geral, a inspiração divina na aquisição do verdadeiro conhecimento era ainda aceita como uma possibilidade real, e de extrema importância quando considerada autêntica, como foi o seu caso. Todo o conhecimento que acumulou procedeu, segundo sua declaração, da fonte sobrenatural, apesar se valer de muita observação e experimentalismo diretos especialmente quando estudou a medicina e áreas correlatas. O dado mais original em seu pensamento foi sua forte tendência a analisar tudo numa perspectiva holística, e disso deriva o seu grande apelo para os movimentos ecológico, pacifista e naturista modernos. Ao interligar várias correntes distintas de pensamento em um corpo conceitual bastante integrado, seu trabalho tem afinidade com o de pensadores contemporâneos que não podem ser encaixados facilmente em uma única escola, como Alan Watts e Fritjof Capra. Para Hildegarda não fazia sentido analisar um fenômeno específico isoladamente, mas era essencial ter uma visão do todo e dos múltiplos relacionamentos estabelecidos entre suas partes. Apesar de Hildegarda ocupar um lugar importante na cultura do século XII, é difícil determinar as fontes teóricas para sua cosmologia e sua exegese. Colocando sua força na inspiração divina e dizendo-se iletrada, apenas em poucos casos citou outros autores em seus próprios escritos. Além das fontes óbvias das Escrituras e da literatura patrística produzida entre outros por Santo Agostinho, São Gregório Magno e o venerável Beda, que eram canônicos e largamente conhecidos, tentativas de ligá-la a escritores além destes têm se provado sempre conjeturais, especialmente no que tange aos clássicos e aos apócrifos, mas com muita probabilidade retirou inspiração também da literatura beneditina, dos populares florilégios sobre os santos e de contemporâneos doutos como Bernardo de Claraval e Hugo de São Vitor.

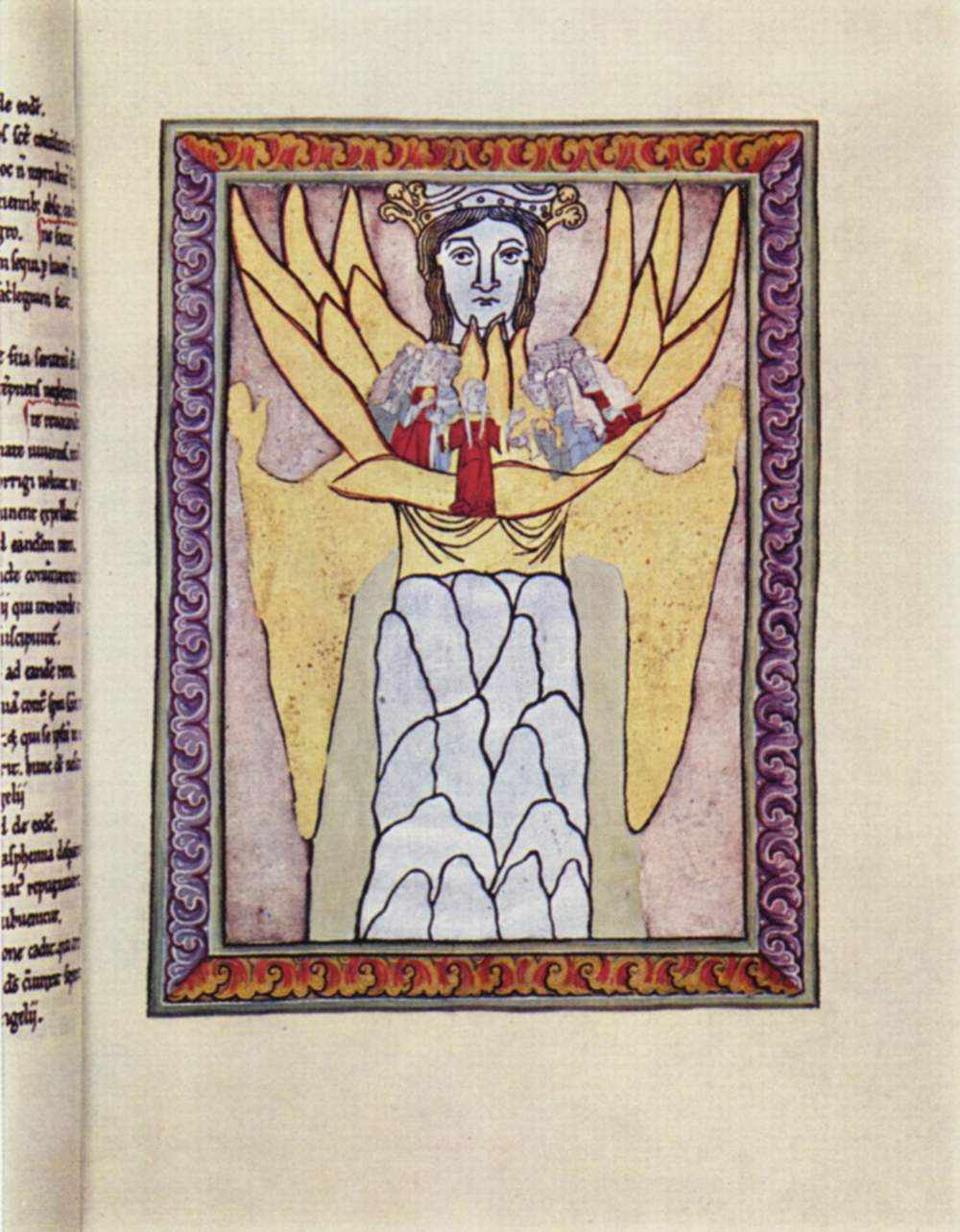
Iluminura do Scivias mostrando o corpo místico da Sabedoria

Outros aspectos de sua carreira e obra que têm sido de muito interesse para a atualidade são, em primeiro lugar, o fato de ela ter sido uma mulher respeitada numa sociedade patriarcal misógina que via as mulheres com olhos cheios de preconceito, correspondendo-se em pé de igualdade com papas, altos prelados e autoridades profanas, e conseguindo muito do que quis; e em segundo, o grande papel que atribuía ao feminino na ordem do universo. Imagens femininas alegóricas investidas de grande poder abundam em seus textos, como a Fé, a Igreja e a Caridade, mas em especial a figura da Sabedoria, e é significativo que ela se recusasse atribuir a culpa do pecado original a Eva. O próprio Deus, em seu tempo invariavelmente considerado uma entidade masculina, é descrito por ela muitas vezes como uma mãe amamentando a Criação e velando por sua progênie. Mas é preciso assinalar que essa ênfase no feminino não a levou a uma negação do masculino, nem a um confronto direto com as definições da ortodoxia dogmática do Cristianismo - o que ela parece ter buscado foi uma harmonização entre os opostos, o que também fez parte de uma tendência de seu tempo se lembramos do crescimento então do culto Mariano, do qual ela mesma foi grande devota. Em terceiro lugar vem sua abordagem franca da sexualidade humana, analisada tanto sob uma óptica teológica quanto fisiológica, mas também nesse terreno foi cuidadosa, herdando parte da tendência condenatória do desejo e do prazer sensual de seu tempo mas mostrando-os como funções essenciais do corpo e necessárias para o bem-estar humano no estágio evolutivo em que se encontra. Finalmente, traçando um painel histórico dos papéis sociais tradicionalmente atribuídos às mulheres - a maternidade ou a vida religiosa - não via nenhum deles como de todo satisfatórios, mas se manteve numa posição ambivalente a esse respeito, com certeza pressionada pelo seu contexto.
Como observou Barbara Newman, sua contribuição foi tão excepcional em se tratando de uma mulher de sua época, que os pesquisadores modernos, com todo seu aparato teórico e instrumental, ainda consideram difícil analisá-la com suficiente objetividade e avaliar sua real importância. Alguns a consideram simplesmente uma anomalia bem sucedida; muitos compreensivelmente duvidam da origem divina de seus escritos, mas em geral não se considera imprópria a elevadíssima estima que ela desfrutou entre seus contemporâneos, que a chamaram de "A Sibila do Reno", a "Profetisa dos Teutões" e outros epítetos grandiloquentes, nem se vê como injusto ela ter-se tornado um dos ícones do movimento feminista do século XX. É de assinalar algumas de suas conquistas: foi a primeira mulher a ser considerada uma autoridade em assuntos teológicos; a única mulher medieval a quem se concedeu o direito de pregar a doutrina cristã em público; a autora do primeiro auto sacro jamais escrito e o único dramaturgo no século XII que não permaneceu anônimo; a única mulher medieval a ser lembrada como compositora de um extenso e qualificado corpo de obras musicais; o primeiro autor a escrever sobre sexualidade e ginecologia de um ponto de vista feminino, e o primeiro santo a ter uma biografia oficial que inclui trechos autobiográficos. Todas essas realizações são extraordinariamente notáveis por ela ter sido uma mulher do século XII, mas não apenas por isso, suas obras em todos os campos a que se dedicou têm um elevado mérito próprio independentemente de seu gênero, e ela foi comparada a sábios seus contemporâneos como Avicena. Mas a despeito de em muitos pontos ela ser uma pioneira e uma inovadora, em muitos outros ela manteve uma postura conservadora, às vezes até retrógrada, e somente um estudo contextualizado e detalhado pode trazer à luz onde sua obra foi típica ou atípica, original ou rotineira. É certo, porém, que seu conservadorismo em tudo o que era essencial ao dogma cristão, face ao poder indisputável da Igreja naquele tempo, foi o que possibilitou sua ascensão a uma posição tão destacada, de onde abriu um caminho para que outras mais tarde lhe seguissem o exemplo sem serem imediatamente silenciadas.

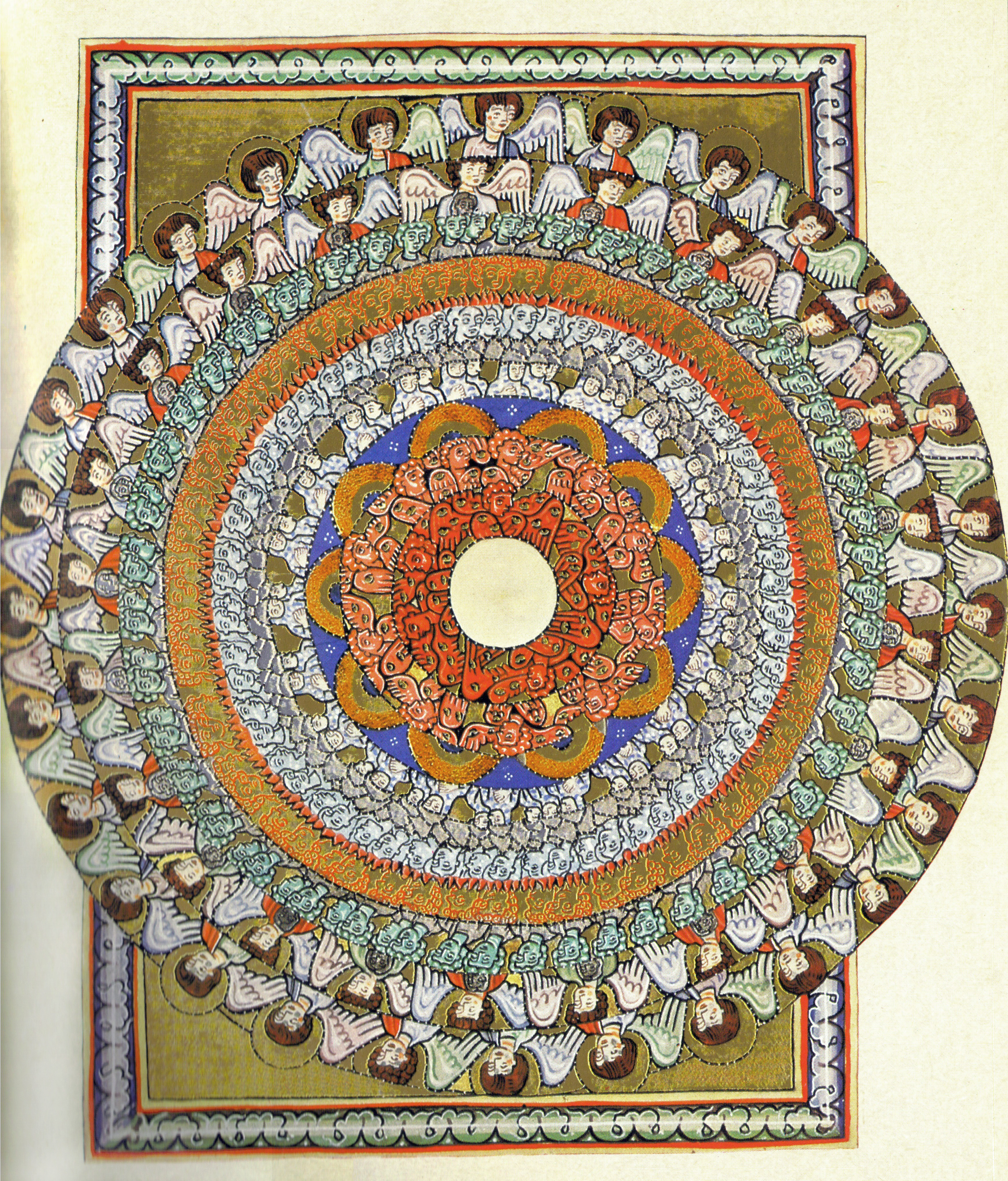
Iluminura do Scivias mostrando as hierarquias angélicas

Também é interessante notar que suas ideias sobre as regras e disciplinas monásticas se inseriam numa tradição que em seu tempo já parecia antiquada, diante da emergência de novas formas de religiosidade que enfatizavam a pobreza absoluta em imitação do exemplo evangélico. Sua posição a esse respeito ficou clara na polêmica que travou com Tengswich, abadessa de um mosteiro em Andernach, que a havia acusado de receber em sua casa apenas jovens da nobreza e lhes permitir o uso de jóias finas durante a Eucaristia. Respondeu ironicamente dizendo que não se devia manter animais de espécies diferentes na mesma gaiola, defendendo o princípio da discriminação de classe, acrescentando que até mesmo os anjos possuíam uma hierarquia e que as monjas deviam sim se vestir como nobres em sua condição de esposas de um rei, Cristo. Nesse sentido ela continuava o costume do clero de origem aristocrática de combinar renúncia pessoal de bens, poderes e títulos seculares ao mesmo tempo que preservavam sua influência, prestígio e riqueza corporativa. Essa posição aparentemente elitista, que tem-lhe atraído críticas também na atualidade, era consistente com a sua atuação como reformadora social e religiosa, já que não propôs uma mudança na estrutura da sociedade ou da Igreja, apenas combateu seus abusos e perversões. Apoiava a tendência de seu tempo de interpenetração dos poderes temporal e espiritual sob a primazia da Igreja, desejando restabelecer na Cristandade a sujeição dos príncipes ao clero, e do povo às hierarquias constituídas, mas dentro do espírito da ordem e da justiça sociais.
Famosa em vida, sua obra se tornou uma influência sobre os beneditinos, foi aceita como autoridade pelos teólogos da influente Universidade de Paris, teve seus escritos compilados e comentados por vários autores, e chegou a ser plagiada. Mas ela não criou uma "escola". Sua contribuição como escritora, teóloga e compositora musical foi esquecida pouco depois de seu desaparecimento - salvo na Inglaterra, onde permaneceu em alta até o século XIV -, tanto pela mudança na sensibilidade da época, que passou a ver seu estilo como obscuro e difícil, e também em virtude de sua obra ter sido bastante ofuscada pela de sua única continuadora direta, Elisabeth de Schönau, que foi muito mais lida apesar de hoje ser considerada de menor importância e muito menos brilhante. Foi mais lembrada pelos séculos à frente como profetisa, pregadora e visionária, principalmente pela circulação de algumas de suas cartas e pela divulgação de uma série de suas profecias apocalípticas, compiladas, resumidas e interpoladas com comentários próprios pelo monge cisterciense Gebeno de Eberbach. Intitulada Pentachronon (c. 1220), essa coletânea se tornou muito mais popular do que seus escritos originais para o gosto da Idade Média tardia e foi reproduzida em incontáveis manuscritos. Durante o Renascimento sua figura foi em parte redescoberta, com a publicação de um relato um tanto fantasioso sobre sua vida pelo abade de Sponheim, e as primeiras edições impressas do Scivias e do Physica apareceram na França em 1513 e em 1533, respectivamente. Por outro lado, a autenticidade de seus escritos foi posta em dúvida, sendo considerados um produto do monge Volmar ou de algum outro autor escrevendo sob pseudônimo, e ela foi acusada de protestantismo pela sua condenação dos abusos do clero.
A partir da segunda metade do século XX o interesse pela sua figura histórica e seus escritos renasceu, especialmente através dos estudos monumentais de Marianna Schrader, Christel Meier e Aldegundis Führkötter, e com as traduções feitas dos originais latinos para o inglês por Otto Müller, tornando acessível seu trabalho para um público muito mais vasto, de modo que atualmente sua produção já é objeto de análises particularizadas por um bom número de acadêmicos da Europa e Estados Unidos, destacando-se Peter Dronke, Barbara Newman e Heinrich Schipperges, entre muitos outros.

## Obras

### Sua trilogia teológica

#### Liber scivias Domini

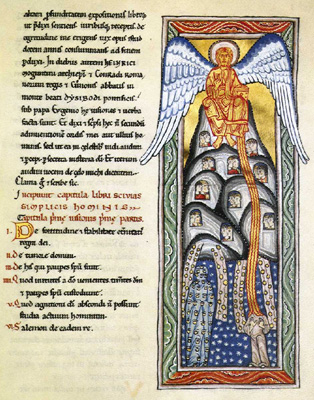
Primeira visão do Liber scivias Domini

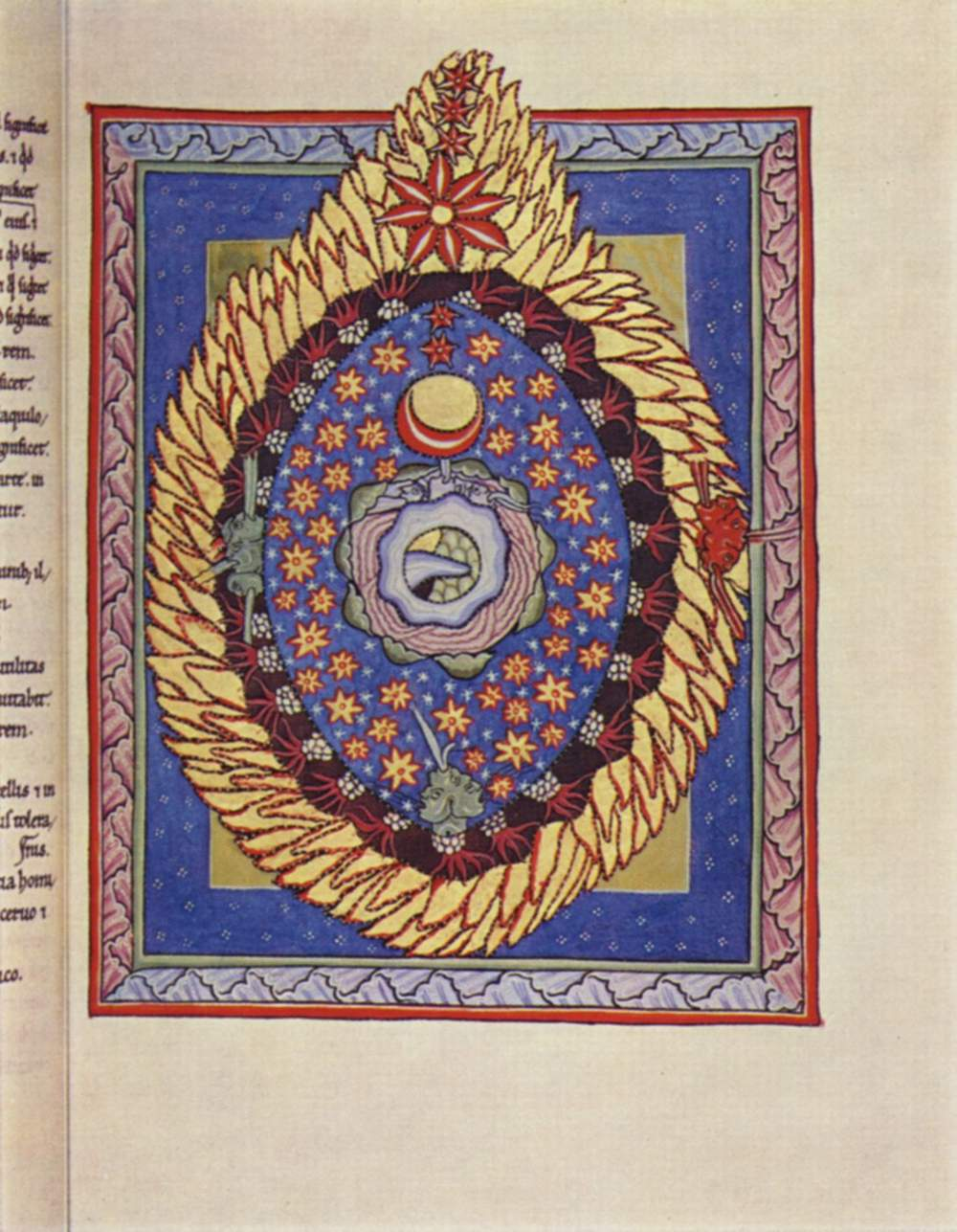
Iluminura do Scivias mostrando a estrutura do cosmos

Seu primeiro livro descrevendo suas visões, o Liber scivias Domini, cujo título é uma abreviação de Scito vias Domini (Conhecei os caminhos do Senhor), foi escrito entre 1141 e 1151 e foi em sua vida o mais conhecido e apreciado. Foi o livro cujo esboço o papa Eugênio III leu e aprovou, trazendo-lhe uma fama imediata. O público pretendido por Hildegarda para ele foi o dos clérigos e monges, com um intuito de corrigir sua indolência, como lhe ordenou Deus: "Mostrai-lhes a inutilidade dos mistérios que eles, tímidos como são, escondem em um campo oculto e estéril. Jorrai como uma fonte de abundância, e inundai-os com o conhecimento místico, até que eles, que agora te julgam desprezível por causa do erro de Eva, renasçam com as grandes águas de tua irrigação". É uma obra alentada dividida em três volumes, contendo cada um, respectivamente, seis, sete e treze visões. O primeiro volume abre com uma descrição do Reino dos Céus. O principal tema dessa parte é a origem do pecado no mundo, explicada como advinda da rebelião de Lúcifer e a consequente queda de Adão e Eva. Então segue o exame das consequências disso para o mundo e para a humanidade. Em alguns pontos ela antecipou o remédio para o mal, que seria a Encarnação de Cristo, mas não a inseriu numa perspectiva cronológica. Antes trabalhou sobre o contraste entre a Sinagoga, ou a Antiga Dispensação, e a Igreja, a Nova Dispensação, e a visão final do primeiro volume aborda as hierarquias angélicas. A temática do segundo volume é a obra divina da redenção da humanidade, falando sobre a vinda de Cristo, as pessoas da Trindade e sobre a eclesiologia, incluindo seções sobre as virtudes dos Sacramentos. O volume final retoma os temas principais abordados antes numa perspectiva mais vasta, histórica e arquitetural, recapitulando as etapas da queda e da salvação do homem, tanto coletiva como individualmente. Estabelece um painel do Juízo Final e encerra com 14 peças musicais em forma de um pequeno drama sacro que compõem a primeira versão do auto musicado Ordo Virtutum, coroando de forma dramática sua descrição da origem e destino final do homem com uma ilustração teatral e musical das beatitudes do Paraíso. A seguir se transcrevem, a título de ilustração, dois trechos da IV Visão do II Volume, referente o primeiro à descrição simbólica da Igreja, e o segundo à explicação dada pela voz que ouvia:
"Então eu vi como se fosse uma imensa torre circular inteiramente construída de pedra branca, com três janelas no topo, de onde saía uma luz tão clara que até mesmo o teto cônico da torre parecia translúcido. As janelas eram decoradas com as mais belas esmeraldas. E esta torre estava colocada como que no dorso da imagem da mulher (a Igreja) que já citei, como uma torre que é construída na muralha de uma cidade, de forma que a imagem não poderia de forma alguma ser abalada por causa de sua solidez e força…"
"Pois a razão pela qual viste uma grande torre redonda toda feita de pedra branca é porque a suavidade do Espírito Santo é imensa e engloba totalmente todas as criaturas em sua graça, de modo que nenhuma corrupção na integridade da plenitude da sua justiça a pode destruir; e, brilhando, indica o caminho e emana todos os rios de santidade na claridade de sua força, onde não se pode encontrar mácula alguma de insensatez. Portanto o Espírito Santo é um fogo cuja ardente serenidade, acendendo as virtudes ígneas, jamais será destruída e assim afugenta toda a escuridão".
Neste livro ela introduziu o conceito da viriditas, que percorre todas as suas outras obras, significando literalmente "verdor", mas que é empregado tanto no sentido da cor verde das plantas como no de ser uma qualidade vivificante do Espírito Santo que é infusa em toda a Criação. Como obra visionária, segundo o que pensam Bishop & Hart, o Scivias é único, e como suma de doutrina se alinha à melhor produção de seu tempo, comparável às obras de um influente contemporâneo seu, Hugues de Saint-Victor, particularmente ao Sobre os Sacramentos da Fé Cristã, que é em muito similar. Mas o tom da narrativa é todo diferente: enquanto que Hugues fez uma meditação privada em seu próprio nome, Hildegarda não raro falou em nome de Deus. Seu estilo de escrita sofre com um latim um tanto desajeitado, não obstante o monge Volmar tê-lo revisado e corrigido. O Scivias pode ser lido de uma variedade de maneiras - como uma proclamação profética, um livro de alegorias, um estudo de exegese e uma suma teológica. Cada visão era acompanhada, no manuscrito original definitivo de c. 1165 produzido em Rupertsberg, por uma iluminura, elaboradas por algum de seus assistentes, sob a sua direta supervisão, e são tão originais em seu estilo plástico quanto o conteúdo e o estilo textual de Hildegarda. Esse manuscrito foi perdido na II Guerra Mundial, mas por fortuna em 1927 havia sido feita uma cópia fac-similar em pergaminho, preparada pelas monjas de Eibingen.

#### Liber vitae meritorum
O segundo livro de visões, Liber vitae meritorum (Livro dos méritos da vida), é um tratado de ética que trabalha sobre a oposição entre os vícios e as virtudes, um tema que era comum em sua época. O texto é dominado por uma figura monumental que representa Cristo ou Deus. Ela reaparece ao longo das visões; seus pés assentam no abismo das águas e a cabeça se perde no éter, enquanto que nuvens ígneas de virtudes emanam de sua boca. As virtudes não são vistas individualmente, mas sua voz é ouvida, ou são representadas por símbolos. Os vícios são descritos em formas grotescas que misturam partes humanas e animais, e falam uma linguagem muito grosseira mas muito sedutora. Parte do sucesso deste livro vem de sua habilidade no dar voz àquelas entidades abstratas em diálogos de grande eficiência. Trinta e cinco virtudes são contrapostas a trinta e cinco vícios, e as visões concluem por enfatizar a responsabilidade e a liberdade do homem na escolha de seu caminho e informam sobre as consequências de sua opção. O livro também oferece um painel das práticas penitenciais de seu tempo, e é muito possível que tenha sido usado como um manual prático para as monjas não só de Rupertsberg, mas também dos mosteiros de Gembloux e Villiers. Outra característica interessante do texto é ter sido um dos primeiros tratados de ética religiosa a incluir uma detalhada descrição e explicação do Purgatório, cuja doutrina há pouco havia sido formulada.

#### Liber divinorum operum
A trilogia se encerra com o seu Liber divinorum operum (Livro das obras divinas), escrito quando Hildegarda já tinha mais de sessenta anos de idade e já era famosa como escritora e conselheira espiritual. O livro é um vasto painel de toda a criação divina, e aborda três temas principais: o mundo da humanidade, o mundo além e a história da salvação desde Adão e Eva até o Juízo Final. Seu esquema narrativo é o mesmo do Scivias: uma visão introduz cada nova seção principal, e que é descrita em detalhe. Depois uma voz desce do céu para explicar o significado do que foi visto. Embora o conteúdo revelado sobrenaturalmente tenha a clara primazia em termos de autoridade, Hildegarda não se furtou de acrescentar inúmeros comentários próprios que dão explicações mais claras ou enfatizam algum ponto importante. Como a maioria dos teólogos de seu tempo, Hildegarda via nas Escrituras mais do que seu significado literal e histórico, e buscava sua explicação profunda através de leituras simbólicas, moralizantes e alegóricas. Ao final de cada seção aparece um exortação para que o leitor use o texto de moto para suas penitências e meditações, e o livro como um todo é fechado com uma severa advertência para que futuros copistas não acrescentem ou removam uma só letra ao que foi escrito, sob pena de o autor de tal profanação cometer um pecado contra o Espírito Santo - imperdoável - e ser excluído do Livro da Vida de Deus. O manuscrito que contém as iluminuras, o Codex 1942 da Biblioteca Estatal de Lucca, é posterior à sua morte, mas parece copiar a fonte original. O livro se abre com a figura alada monumental da Caridade/Amor, que engloba em si todo o universo criado. Diz ela:

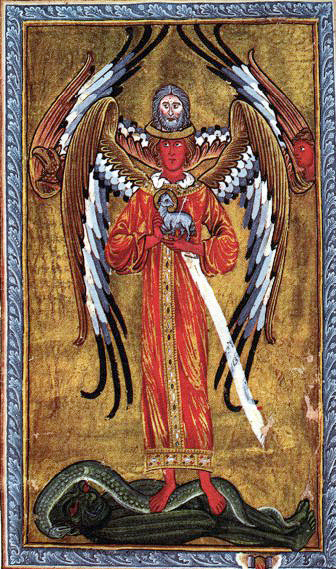
Caritas, a primeira visão do Liber divinorum operum

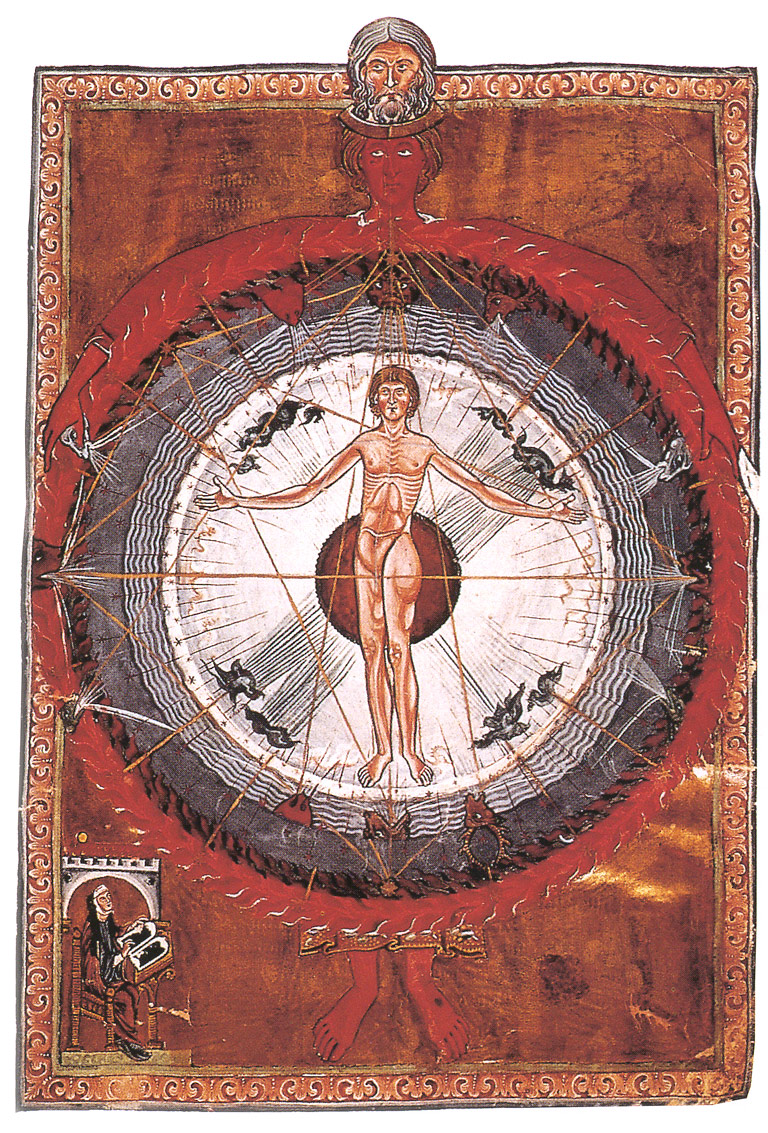
Liber divinorum operum: o homem divino

"Eu sou a suprema e incandescente força que acendeu todas as centelhas vivas, e eu não criei coisa alguma morta… e eu sou a vida ígnea da essência de Deus: Eu ardo acima da beleza dos campos, eu brilho nas águas, eu queimo no sol, na lua e nas estrelas… Sou também a Razão. É meu o trovão da sonora Palavra pela qual toda criação veio à existência, e eu animei todas as coisas com meu alento de modo que nenhuma é mortal em seu gênero, pois eu sou a Vida".
Boa parte do livro está concentrada na descrição da constituição e forma do ser humano, compreendendo seu corpo físico e sua alma, correlacionando a forma humana com vários aspectos do microcosmo e do macrocosmo, como ilustração de um extenso comentário aos 14 primeiros versículos do Evangelho de São João e ao livro do Gênesis. Todas as partes do corpo são carregadas de simbolismo. Um exemplo:
"A esfera do crânio indica o poder dominante da humanidade… Deus revela através de nossos olhos o conhecimento pelo qual Deus prevê e conhece tudo de antemão… Deus se nos revela através de nossa habilidade de ouvir todos os sons da glória sobre os mistérios ocultos… pelo nosso nariz Deus mostra a sabedoria que reside como um oloroso senso de ordem em todas as obras de arte… por nossa boca Deus indica a Palavra divina, a Palavra pela qual Deus criou todas as coisas…".
A forma humana é vista, pois, como o modelo divino da Encarnação, de acordo com o conceito básico apresentado no Gênesis, e é louvada como uma manifestação da vitalidade, amor e beleza de Deus. Corpo e alma são concebidos como uma unidade integral, onde as forças da natureza e do espírito interagem em harmonia, e servem como um espelho e objetivo para toda a obra da Criação. "Deus inscreveu toda sua obra na forma humana", escreveu. Assim a criação do universo estava ligada indissoluvelmente à criação da forma humana, e mais do que isso, aquela estava quase que subordinada a esta, já que para Hildegarda a Encarnação do Verbo divino estava prevista desde antes do Tempo e a forma humana serviria como o instrumento privilegiado para a reunião da criatura com o Criador após o longo trajeto desde a origem do universo até sua redenção.
Ao mesmo tempo, dizia que a vida que animava o homem era a mesma que animava todo o universo, e que o universo criado era a luz do homem, significando que o trabalho da Redenção estava na dependência do entendimento do mundo, e por consequência, do entendimento da vontade divina. Nesse sentido, até mesmo as paixões humanas, tantas vezes condenadas por outros escritores cristãos de sua época, eram vistas como parte integral do plano divino. Entretanto, ela não foi muito além do reconhecimento e aceitação puros e simples do estado de coisas da humanidade, pois numa perspectiva ideal ainda pensava que o ser humano devia aspirar à reconquista da inocência edênica, o que necessariamente excluía toda a sexualidade. Tendo de administrar ideal e real, concebeu uma teoria da sexualidade muito sutil e ambígua, e de certa forma precária. Comparando o desejo humano à fertilidade da terra, reconhecia que ele dava à luz uma pletora de riquezas, e também que o sexo era fonte de prazer, mas via o corpo como um instrumento da alma que devia ser disciplinado para que se formasse uma cooperação entre ambos, potencialmente confortável e prazerosa, e para que o objetivo primeiro da salvação da alma pudesse ser alcançado. Escreveu:
"E assim a alma diz depois de sua vitória: Oh minha carne, e vós, meus membros, onde fiz minha morada! Quanto me regozijo de ter sido enviada a vós, e de ver que estais em acordo comigo, e que com isso me encaminheis para minha recompensa eterna!"
O Liber divinorum termina com uma seção dedicada à escatologia, pintando o Juízo Final em cores escuras, provavelmente estando Hildegarda abalada com o cisma de 1159. Embora em suas cartas ela se recusasse a comentar o assunto, alegando ter sido proibida por Deus de fazê-lo, alusões a um cisma, ainda que inespecífico, são claras no final do livro, colocando a imagem da Justiça a invectivá-lo sonoramente. Também o clero não aparece sob uma luz favorável, sendo acusado de muitos vícios e de submersão nos assuntos mundanos. O tom do livro é bem mais pesado que o do Scivias, mas a estrutura do cosmos que dele emerge é muito mais poderosamente organizada.

### Ciência natural
Sobre este tema Hildegarda escreveu o Liber subtilitatum diversarum naturarum creaturarum, (Livro das propriedades - ou sutilezas - das várias criaturas da natureza), dividido em Physica (Liber simplices medicinae) (Física - Livro da medicina simples) e Causae et curae (Liber compositae medicinae) (Causas e curas - Livro da medicina complexa). Não se sabe como ela veio a adquirir seu conhecimento; sua atividade como médica foi toda informal e sua formação nesse campo aconteceu provavelmente de forma autodidata, mas ela pode ter recebido uma base terapêutica prática com Jutta e os monges de Disibodenberg durante seu noviciado. Fazia parte das obrigações das superioras conventuais velar pela saúde de suas monjas, mas a prática profissional do ofício exigia formação universitária, o que era vedado às mulheres. Seja como for, pelo conteúdo do tratado se infere que ela estava familiarizada com a medicina de Galeno, de Hipócrates, as práticas árabes e o curandeirismo tradicional alemão, e deve ter ampliado seus conhecimentos com a prática de atendimento a doentes no seu mosteiro. Também deve ter conhecido as obras de naturalistas antigos como Plínio, o Velho e Isidoro de Sevilha, bem como os bestiários e livros de maravilhas de sua época, e as teorias dos temperamentos, dos fluidos corporais e dos humores, estabelecidas desde a Antiguidade, mas fez muitas observações originais e inventou diversas terapias novas. O texto traça um panorama abrangente das práticas medicinais disponíveis em sua época, derivadas das tradições pagãs greco-romanas, muçulmanas, cristãs e folclóricas, e fica clara sua concepção de que a natureza e o homem são espelhos mútuos e integrados. O Liber subtilitatum foi o primeiro livro de ciência natural escrito no Sacro Império Romano-Germânico, permanecendo uma influência para o estudo da Botânica na Europa do norte até o século XVI, mas ainda espera dos pesquisadores estudos mais detidos que o posicionem mais corretamente no contexto do desenvolvimento da ciência e medicina medievais. Suas ideias têm sido apontadas como uma referência para os adeptos modernos da medicina holística.

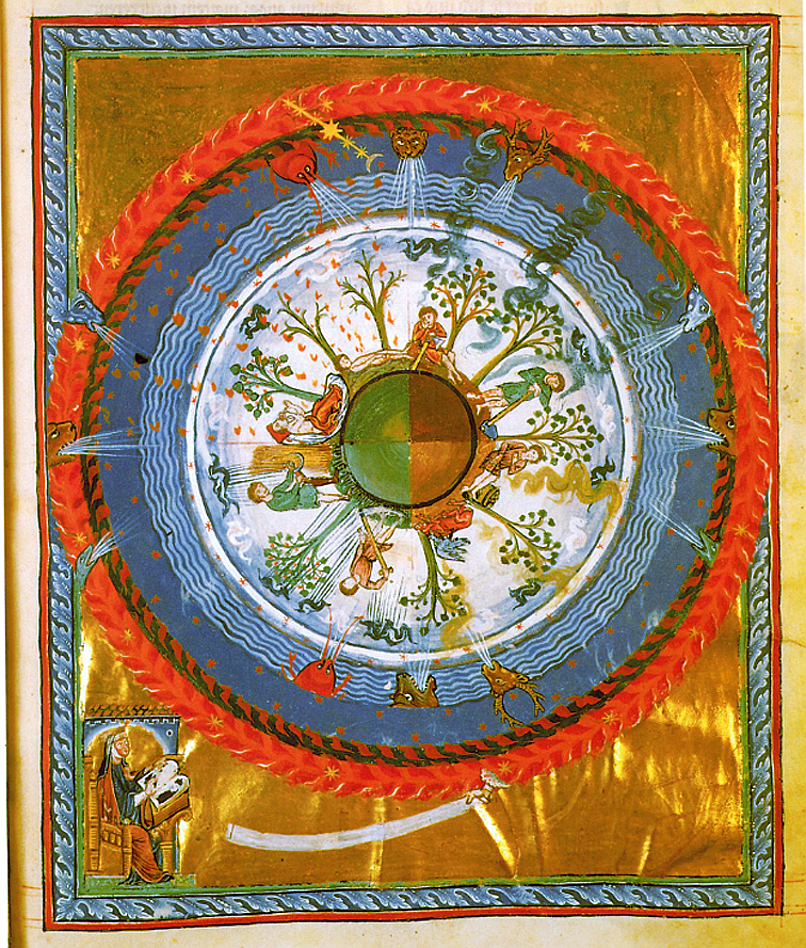
As estações e o cultivo da terra, iluminura do Liber divinorum operum

A primeira parte tem o caráter de uma enciclopédia e descreve as propriedades dos elementos naturais como os rios e lagos, o ar e a terra, as pedras preciosas, plantas, animais e minerais, na perspectiva de seu uso medicinal pelo homem. O texto não é visionário, mas a interpretação das propriedades desses elementos se encaixa em sua teologia geral, avaliando a natureza sob premissas cristãs. Considerava que ela fora desvirtuada através da queda de Adão e Eva, mas identificava vários domínios naturais ainda intactos e portadores de um valor sacramental. Muitas das práticas terapêuticas que ela descreveu têm um interesse apenas histórico, mas outras foram confirmadas pela ciência moderna e permanecem válidas. Também assinalou a importância do conhecimento do natural para o bem-estar do homem, e a necessidade do uso das forças da natureza em aliança com a graça salvífica de Cristo, sempre atribuindo o resultado da intervenção terapêutica à vontade divina. Para ela bênçãos e maldições tinham uma realidade concreta, e muitas de suas práticas curativas traziam um elemento de magia ou de prece. Um exemplo é sua receita para curar a loucura nascida de uma maldição, onde recomendou que se passasse uma certa pedra preciosa através de uma fenda em forma de cruz aberta na casca de um pão aquecido, enquanto o terapeuta devia recitar as palavras: "Deus, que privou o diabo de todas as pedras preciosas, se este mandamento foi quebrado, remova de (fulano) todas as fantasias e palavras mágicas, levando com elas o sofrimento da loucura".
Causae et curae tem uma estrutura bem mais frouxa e um conteúdo mais heteróclito, e aparentemente nunca recebeu uma redação definitiva pela autora; possivelmente foi compilado como um manual prático para seu uso pessoal. Traz uma miscelânea de tradições folclóricas sobre Adão e Eva, notas astrológicas, mas sobretudo enfoca o corpo humano, estudando sua anatomia e fisiologia. Para Hildegarda boa parte das doenças do homem derivam das consequências do pecado original, da perda da harmonia e moderação primitivas e da integração entre Criador, natureza e criatura, e se recusava a ver a doença como um assunto exclusivamente de ordem física, fazendo constantes conexões entre os males que afligiam a alma e aqueles de que padecia o corpo. Ademais, também deu instruções sobre higiene geral e para as gestantes e mães, e com uma franqueza inédita em sua época, abordou a sexualidade e suas disfunções, provendo remédios para elas. Fez também uma detalhada análise do desejo e do prazer, e embora visse o ato sexual e o prazer positivamente, comparando-os à música, e o corpo humano a um instrumento musical, muito de sua apreciação positiva é obscurecida na análise e condenação da luxúria. Via o relacionamento entre homem em mulher - num sentido lato - essencial para a própria definição de seus gêneros, e, como assinalou Heinrich Schipperges, para Hildegarda
"Homem e mulher foram atraídos um para o outro desde um plano espiritual, e se manifestaram na encarnação como seres sexuados. Esta visão, expressa claramente, era de todo incomum na Idade Média. Homem e mulher estavam assim tão interligados que um era o verdadeiro produto do outro. (sic ad invicem admisti sunt, ut opus alterum per alterum est). Sem a mulher, o homem não poderia ser chamado de homem; sem o homem a mulher não poderia ser chamada de mulher (quia vir sine femina vir non vocaretur, nec femina sine viro femina nominaretur). Homem e mulher obviamente haviam sido criados um para o outro."

### Música e poesia

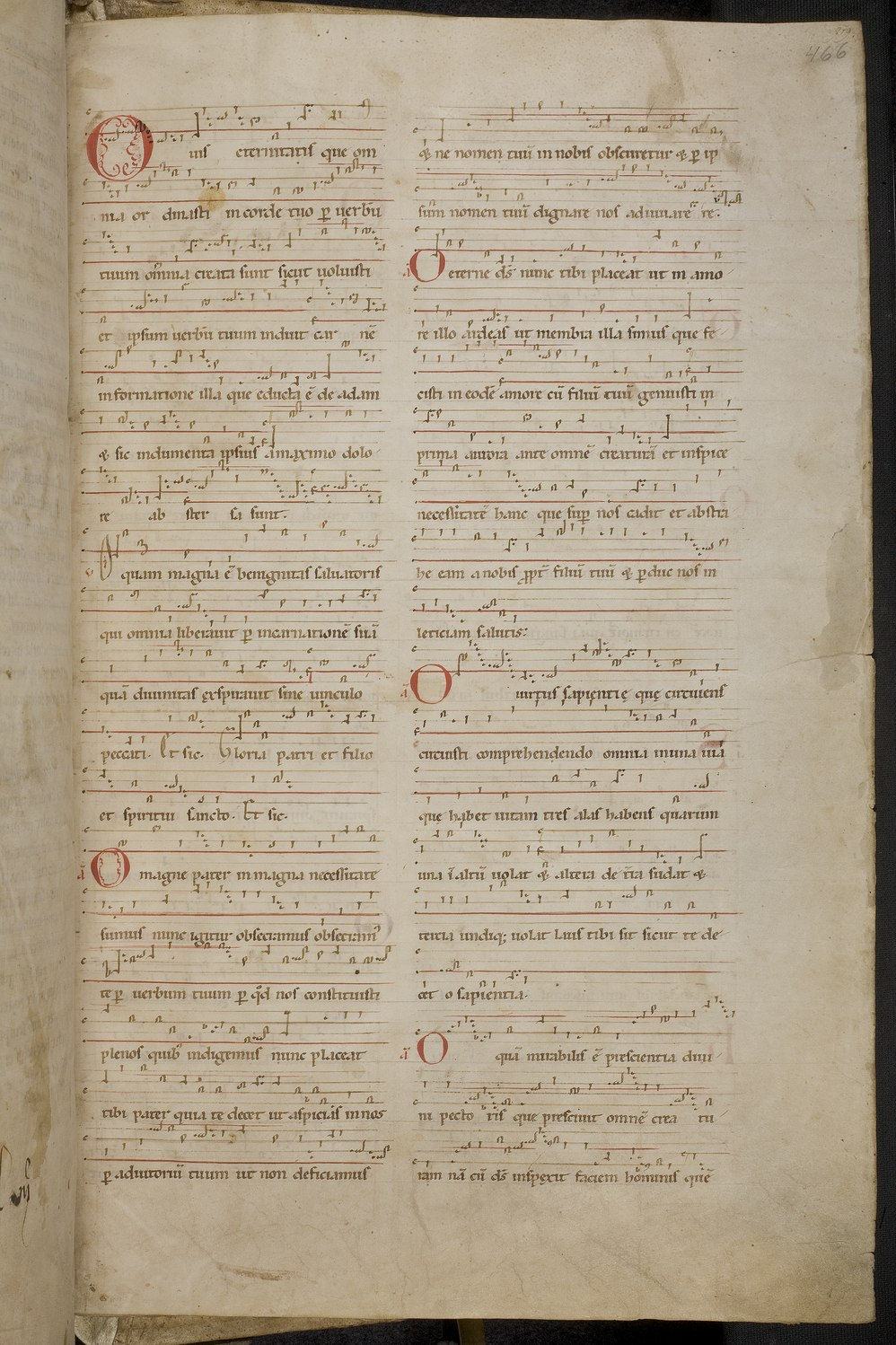
Fólio 466 recto do Riesencodex, onde aparece um trecho da Symphonia armonie celestium revelationum

A técnica da música de Hildegarda se insere em linhas gerais, mas com diferenças importantes, no contexto do canto gregoriano. Não fez uso dos recursos harmônicos e rítmicos que estavam sendo introduzidos pelos proto-polifonistas da Catedral de Notre-Dame de Paris, e sua música, até onde se pôde descobrir, é inteiramente monódica e melódica, embora ela possivelmente estivesse familiarizada com a técnica do órganon e o estilo de seu melodismo incorpore elementos da vanguarda musical de sua época e seja ele mesmo inovador em vários aspectos. Os poemas que servem de substrato à música, sempre em latim, são construídos livremente, em versos brancos com metros desiguais, e com estruturas estróficas flexíveis, adaptando-se ao conteúdo textual. Sua música é modal, mas emprega os modos com muita liberdade, e é típico de seu estilo o uso intensivo do mais instável de todos, o frígio. Usa frequentes melismas com finalidades expressivas, alguns de até cinquenta notas sobre palavras particularmente importantes, com um caso de oitenta notas na antífona O vos angeli; trabalha numa tessitura ampla de mais de duas oitavas, em certas peças quase três oitavas, exigindo muito do intérprete e sendo um caso único na música vocal medieval, e sua construção melódica se faz amiúde através de graus disjuntos, sendo muito comum um salto de quinta ascendente que é sua marca registrada. Para construir a forma total da composição emprega a variação motívica, com um fragmento melódico reconhecível que aparece várias vezes ao longo da peça em contextos diversos, e usa muitas vezes seções em modos distintos com fins estruturais. É provável, a partir de algumas alusões de Hildegarda, que ela tenha empregado rotineiramente recursos instrumentais acessórios, capazes de prover algum grau de heterofonia ornamental, mas não sobrevive nenhuma partitura com notação de instrumentos, e restam apenas as linhas vocais.
A produção de Hildegarda está compreendida em duas obras: o auto sacro Ordo Virtutum (A Ordem das Virtudes) e a Symphonia armonie celestium revelationum (Sinfonia da Harmonia das Revelações Celestes), uma coletânea heterogênea de 77 canções para uso litúrgico ou semi-litúrgico. É importante assinalar que sua produção poética-musical é toda de cunho moralizante e pedagógico, está intimamente ligada aos seus escritos teológicos, e foi-lhe inspirada durante suas inúmeras visões. E mais do que isso, completamente alheia aos dilemas morais de outros compositores sacros de seu tempo, acusados de introduzirem excessiva beleza sensual nas longas e floridas linhas melódicas que se tornavam comuns, e de com isso distraírem perigosamente quem atendia ao serviço divino, Hildegarda via a música como parte quintessencial do ser humano - ele não poderia viver sem ela, pois reunia de forma única alma e corpo e também de certa forma compensava a perda do Éden. A música tinha, para Hildegarda, poderes imensos:
"…a música de júbilo suaviza os corações endurecidos, e lhes extrai as lágrimas de compunção, invocando o Espírito Santo… e as canções atravessam (os corações) de modo que eles possam compreender a Palavra perfeitamente; pois a graça divina assim age, banindo toda escuridão, e tornando luminosas todas as coisas que são obscuras para os sentidos corpóreos por causa da fraqueza da carne".
"Na música se pode ouvir o som da paixão que arde no peito de uma virgem. Podemos ouvir o botão se tornando flor. Podemos ouvir o fulgor da luz espiritual brilhando do céu. Podemos ouvir a profundidade do pensamento dos profetas. Podemos ouvir a sabedoria dos apóstolos se espalhando pelo mundo inteiro. Podemos ouvir o sangue a pingar das chagas dos mártires. Podemos ouvir os mais íntimos movimentos do coração que caminha para a santidade. Podemos ouvir a alegria de uma menina diante da beleza da terra de Deus. Na música a criação devolve para seu Criador seu júbilo e sua exultação; e dá graças por sua própria existência. Também podemos ouvir na música a harmonia entre pessoas que antes eram inimigos e agora são amigos. A música expressa a unidade do mundo como ela era no princípio, a unidade que é restaurada através da penitência e da reconciliação"
Outros diferenciais são que suas composições foram criadas para serem cantadas por mulheres e a temática do feminino é recorrente no texto; alusões à corporalidade da prática musical e à musicalidade do corpo também são comuns. Disse ela que o cantor é como um instrumento musical de Deus, e que "as palavras simbolizam o corpo, e a música jubilosa revela as atividades do espírito; a harmonia celestial nos mostra Deus, e as palavras, a humanidade do Filho de Deus". Nesse sentido, segundo a análise de Bruce Holsinger, a música vivificava sua liturgia assim como a harmonia celeste vivificava o corpo de Cristo, e sugere que para ela o canto apontava para a imanência da vida espiritual dentro da carne e para a própria Encarnação divina. As reiteradas menções ao prazer do canto e ao corpo, particularmente ao corpo feminino, quando Hildegarda teorizou sobre música, a temática do feminino tão presente nos poemas que musicou, e o estilo muitas vezes ricamente ornamental de suas melodias, desviando-se radicalmente da moderação e economia prescritas pela maioria dos teóricos da música sacra do século XII, têm dado margem a uma série de especulações contemporâneas sobre as possíveis ligações de sua concepção musical com as problemáticas do homoerotismo e da sublimação do desejo no contexto do ambiente monástico, aspectos que têm sido trazidos à evidência por numerosos pesquisadores também quando analisam outros compositores sacros de sua época, como sumarizou Holsinger. O que é certo é que a música ocupou um lugar de enorme relevo na vida da comunidade monástica regida por Hildegarda, e todo ofício sacro era decorado com canto. Segundo Barbara Newman era um lugar-comum monástico em seu tempo pensar que o canto agradava a Deus quando era desempenhado com uma mente atenta e um coração devoto, imitando dessa forma os coros angélicos que se dizia estarem perpetuamente louvando a divindade em cantos exaltados, o que seguia uma tradição que remontava à Antiguidade pré-cristã.
Até pouco tempo atrás sua música permaneceu ignorada pelos historiadores em vista de seu estilo muito distinto das correntes principais da música medieval, mas diversos estudos recentes têm enfatizado a originalidade de sua criação, assim como fizeram seus próprios contemporâneos. Suas composições tem ganhado destaque nos programas de música erudita; já há uma discografia significativa e em 1994 o álbum Vision: The Music of Hildegard von Bingen, harmonizando suas melodias vocais com recursos eletrônicos, vendeu 450 mil exemplares e permaneceu por dezesseis semanas no topo da lista Billboard na categoria de música clássica crossover.

#### Ordo Virtutum

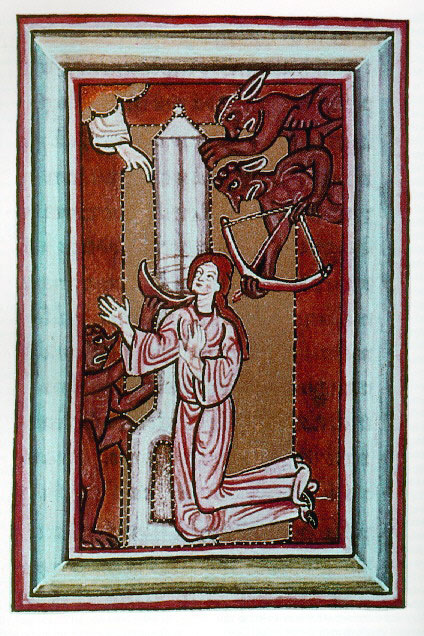
A Alma humana, iluminura do Scivias

O auto musicado Ordo Virtutum foi a primeira peça dramática de seu gênero a ser escrita. Deve ter sido composta em torno de 1151, quando ela estava finalizado o Scivias, e de fato uma primeira versão da peça está inclusa no final do livro. É em linhas gerais uma dramatização musicada da luta de uma alma que caiu em pecado em busca de redenção. Os personagens principais são a Alma, o Demônio e as personificações das várias Virtudes que concorrem para o resgate da alma caída, e o texto tem uma clara função moralizante. Cada Virtude tem pelo menos uma seção solo onde descreve suas características. No final a Alma redimida é levada para o céu, enquanto que as Virtudes, lideradas pela Humildade, acorrentam o Demônio.
A principal fonte documental da obra é o Riesencodex, que traz uma versão contínua, mas em edições modernas o texto foi subdividido em seções. A peça inicia com um Prólogo que apresenta ao público as Virtudes e um coro de Patriarcas e Profetas. Na Cena I um coro de Almas em pranto lamenta as dificuldades da vida na Terra, enquanto que uma delas, a Alma protagonista, celebra, e no final da cena ela acaba desencaminhada pelos argumentos persuasivos do Demônio. A Cena II apresenta em sequência todas as Virtudes, que cantam em solos alternados com passagens em coro. Na Cena III o coro das Almas deplora a perda de uma delas para o mundo, e tentam convencê-la a corrigir seu comportamento. A Cena IV, final, mostra o diálogo entre o Demônio e as Virtudes, que por fim o derrotam e resgatam a Alma. A peça encerra com um coro que sumariza a história do povo de Deus, narrando a Criação, a queda da Natureza e o sofrimento de Cristo.
Musicalmente a Ordo Virtutum é um exemplo bastante típico do estilo desenvolvido por Hildegarda. Emprega uma larga tessitura vocal, com uma escrita neumática na maior parte do texto, mas com muitas passagens melismáticas, e em vários pontos aparece a sua típica figura de quinta ascendente. A parte do Demônio não é cantada, mas recitada, e devia ser interpretada com rudeza e espalhafato, de acordo com indicações explícitas na partitura, a fim de evidenciar sua carência de harmonia, o que faz um forte contraste com o restante da música. Em muitos momentos há ilustrações musicais do conteúdo do texto, como por exemplo na tessitura instável da parte da Alma, que ilustra seu caráter fraco e suas emoções rebeldes, ou quando passagens em notas agudas indicam sentimentos nobres enquanto que notas graves retratam a aflição ou o desespero. As passagens mais melismáticas aparecem quando as Virtudes descrevem a si mesmas, o que parece querer ilustrar seu caráter sublime e transcendente. De acordo com instruções de Hildegarda os personagens deviam usar figurinos adequados para seu caráter.
- Trecho do Ordo Virtutum: O frondens

#### Symphonia armonie celestium revelationum
Esta coletânea compreende composições em vários gêneros - antífonas, responsórios, sequências, hinos, um Kyrie eleison e um Alleluia - e foi composta a partir de 1150 em peças individuais, mais tarde compiladas juntas. O texto poético dessas pequenas obras é muito próximo da prosa, mas em um estilo artificioso conhecido como Kunstprose (prosa artística). Hildegarda fez um uso muito versátil e criativo do relativamente reduzido vocabulário poético e das formas sintáticas convencionais de que dispunha, e se valeu de justaposições originais de imagens simbólicas que produzem efeitos grandiloquentes e vigorosos, obtendo sonoridades que são musicais independentemente da música. Seus temas geralmente celebram a Encarnação de Cristo, o espelhamento entre humanidade e natureza e a excelsitude das mulheres santas, e o estilo musical do conjunto é em tudo semelhante ao que já foi descrito acima, mas a variedade de soluções formais torna impossível aqui uma análise, mesmo sucinta, das 77 composições individualmente. Não pôde ser determinado com exatidão como essas peças deveriam ser incluídas na liturgia, pois apenas em algumas delas há indicações claras, e a diversas delas é especialmente difícil atribuir um emprego dentro dos ofícios sacros regulares em função de seu estilo muito ornamental; devem, pois, possivelmente ter-se destinado à devoção privada ou para uso em procissões. A seguir um dos poemas musicados na Symphonia, O viridissima virga:
| O viridissima virga | Oh verdíssima rama (tradução livre) |
| --- | --- |
| O viridissima virga, ave que in ventoso flabro sciscitationis sanctorum prodisti. Cum venit tempus quod tu floruisti in ramis tuis, ave, ave fuit tibi quia calor solis in te sudavit sicut odor balsami. Nam in te floruit pulcher flos qui odorem dedit omnibus aromatibus que arida erant. Et illa apparuerunt omnia in viriditate plena. Unde celi dederunt rorem super gramen et omnis terra leta facta est, quoniam viscera ipsius frumentum protulerunt et quoniam volucres celi nidos in ipsa habuerunt. Deinde facta est esca hominibus et gaudium magnum epulantium. Unde, o suavis Virgo, in te non deficit ullum gaudium. Hec omnia Eva contempsit. Nunc autem laus sit Altissimo. | Oh verdíssima rama, salve! tu que surgiste no sopro do mistério sagrado. Era o tempo chegado de em teus próprios galhos floresceres, sejas, assim, louvada!, pois o sol em ti transuda, ardente, um bálsamo cheiroso. Deveras em ti abriu rara flor, que para todos, áridos antes, deu seu perfume. E então tudo apareceu em sua verdura plena. E o céu derramou seu orvalho sobre a relva e toda terra exultou, pois de seu ventre brotaram os grãos, e as aves do céu nela fizeram seus ninhos. Assim foi criado o alimento do homem e a riqueza feliz dos banquetes. Virgem suave, oh, em ti nunca míngua a alegria. Eva uma vez lamentou tudo isso, mas agora, seja louvado o Altíssimo. |

#### Lingua ignota

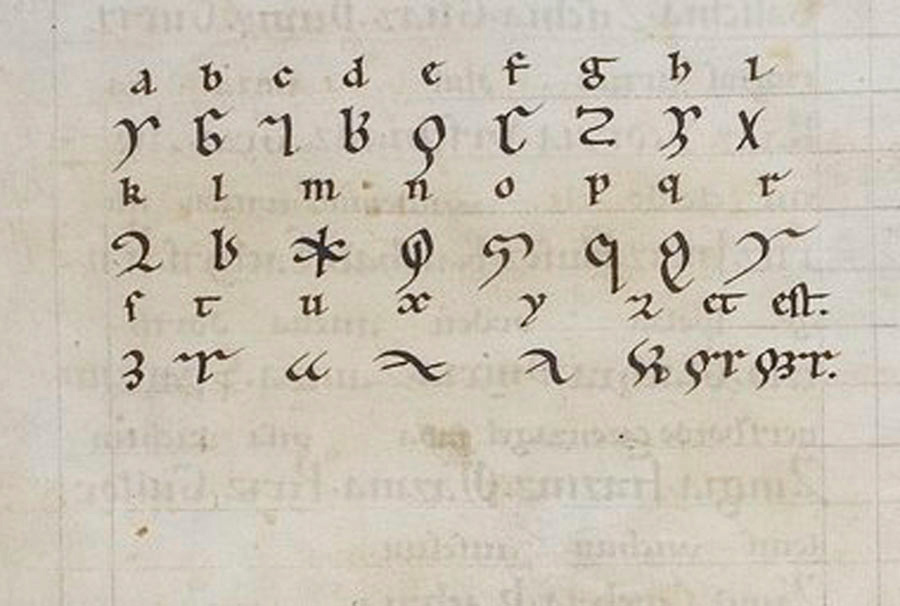
O alfabeto desconhecido de Hildegarda, com seus correspondentes latinos. Riesencodex, fl. 464v

Seus primeiros biógrafos mencionam que sua música estava em estreita associação com outro de seus projetos, o de criar uma linguagem artificial, chamada por ela de língua ignota (língua desconhecida), que possuía seu próprio alfabeto de litterae ignotae (letras desconhecidas). A língua ignota, de grande interesse para os linguistas modernos, era composta de cerca de novecentas palavras inventadas para descrever os seres fantásticos que via em suas visões. Também incluía termos de uso litúrgico e outros para indicar muitos aspectos e objetos da vida cotidiana no seu mosteiro. Segundo Hildegarda essa língua e suas letras foram-lhes reveladas por Deus e possuíam associações místicas. Algumas palavras foram usadas em uma de suas antífonas, O orzichs Ecclesia, em uma versão do seu Kyrie e no hino O virga mediatrix, e foi sugerido que essa língua tenha servido como um código secreto para comunicação das monjas quando em presença de estranhos.

### Outros escritos

#### Correspondência
Sobrevivem cerca de 400 cartas de Hildegarda, dirigidas a pessoas de todas as classes sociais e tratando de uma variedade de temas, desde simples bilhetes com instruções práticas ou meros cumprimentos para alguém até longas perorações que têm o caráter de homilia ou sermão, que são de enorme valor para que se possa formar uma ideia mais completa sobre sua pessoa e sua carreira do que é possível extrair de suas biografias e de seus escritos visionários. Mas em muitos casos seus textos foram submetidos a revisões e censuras posteriores por mãos desconhecidas. De qualquer maneira, nelas se encontra relatada uma ampla gama de aspectos de seu cotidiano - como lidava com os problemas administrativos de sua comunidade, seu relacionamento com outras figuras históricas destacadas, suas posições e reações sobre a repercussão de suas obras e vislumbres sobre sua própria percepção do contexto social de sua época, e delas emerge a figura de uma mulher de convicções firmes, eloquente e destemida ao ponto da audácia no trato com os poderosos mas possuidora de grande tato diplomático quando necessário, amorosa e atenta às necessidades de suas monjas e daqueles que a ela recorriam em busca de conselho, e que não hesitou em usar a sua aura de profetisa divinamente inspirada para fazer valer suas ideias e conquistar seus objetivos, às vezes ameaçando seus destinatários em nome de Deus com maldições e a condenação eterna se não atendessem às suas demandas. Hildegarda também aparece nelas como uma pessoa de grande erudição geral, o que contrasta fortemente com as onipresentes negações públicas de seu mérito intelectual, chamando-se de uma pobre e humilde mulher sem estudos, o que se para seus contemporâneos confirmava a procedência divina de seu conhecimento, faz a questão de como adquiriu tão vasta cultura permanecer insolúvel para a pesquisa moderna.

#### Hagiografia
Estas são obras curtas às quais a própria autora deu pouca atenção posterior, e seu conteúdo e estilo são bastante convencionais, descrevendo, em resumo, as ligações entre a realidade celeste e a cotidiana. A Vita Sancti Disibodi (Vida de São Disibodo, c. 1170) foi escrita a pedido do abade Helenger, de Disibodenberg, louvando a vocação precoce de Disibod e sua humildade, comparando-o a São João Batista. A Vita Sancti Ruperti (Vida de São Ruperto) foi produzida certamente para celebrar o santo patrono do mosteiro que Hildegarda reconstruiu sobre as ruínas de um edifício anterior que honrava o local da tumba do santo. O primeiro mosteiro havia sido destruído no século IX pelos normandos, e desde então a área permanecera inabitada. Por uma ordem divina Hildegarda deixou com um grupo de monjas seu mosteiro original a fim de revitalizar as ruínas da construção antiga e restaurar o culto a São Rupert.

#### Trabalhos exegéticos

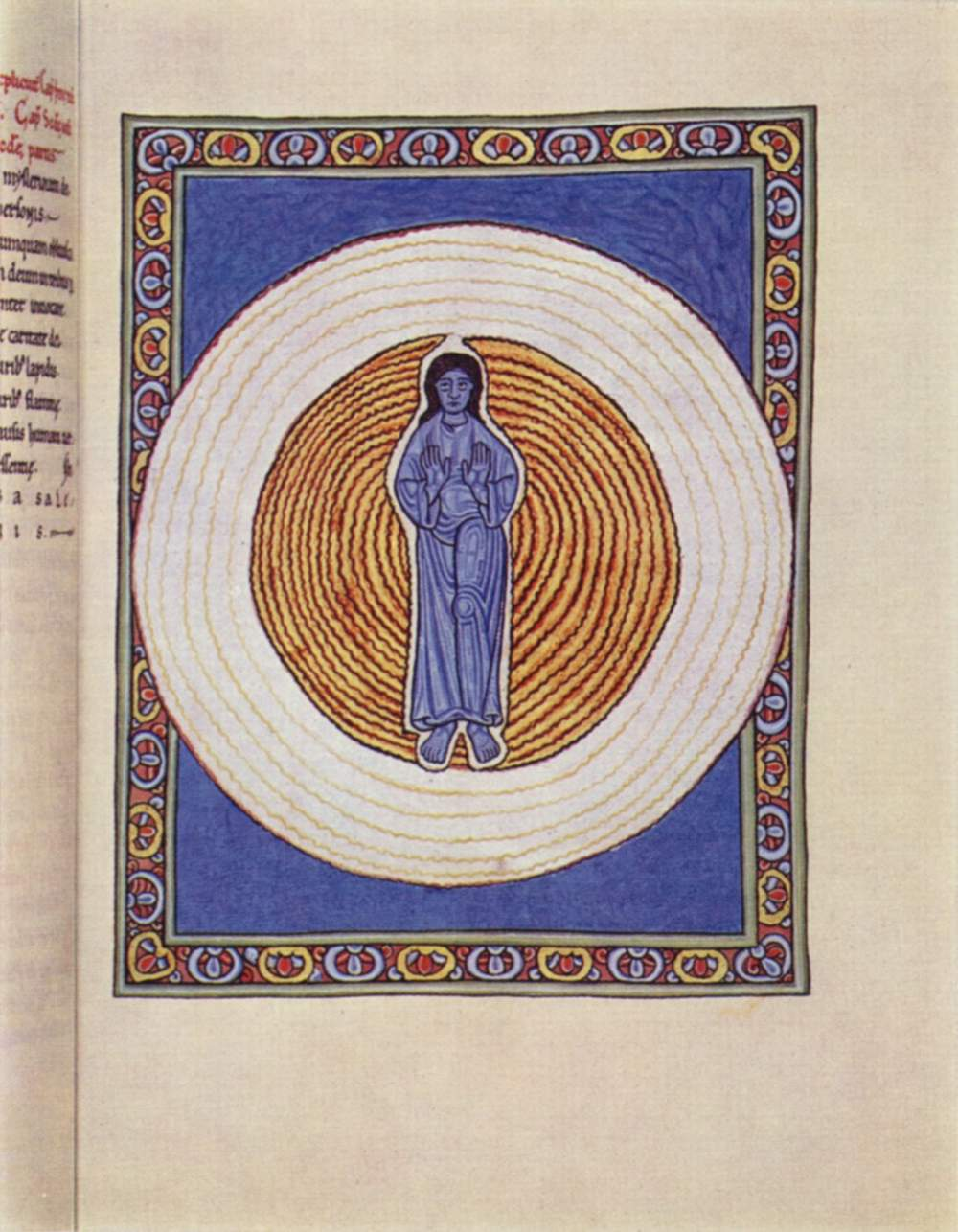
A verdadeira Trindade na verdadeira Unidade, iluminura do Scivias

Hildegarda deixou quatro obras específicas de exegese: as Solutiones triginta octo quaestionum, a Explanatio Regulae Sancti Benedicti, a Explanatio Symboli Sancti Athanasii, e as Expositiones Evangeliorum, além das longas seções exegéticas do Liber divinorum, já mencionadas, e trechos esparsos em outros documentos. Ela justificou sua atividade nesse campo em uma homilia de Pentecostes sobre um trecho do Evangelho de Lucas. Nela Hildegarda explicou que Jesus, e depois dele, os escritores patrísticos, haviam interpretado a doutrina escrita dando-lhe uma nova luz espiritual, de modo que toda a religião se transformara, e nisso residia a importância da interpretação dos textos sacros. Ela não mencionou na homilia as tradicionais formas exegéticas usadas em seu tempo - a interpretação histórica-literal, a alegórica, a moral e a transcendental ou anagógica - mas demonstrou estar familiarizada com elas. Em sua época estava muito em voga o abandono da interpretação histórico-literal, e ela pessoalmente deu ênfase aos aspectos alegóricos.
A primeira, Solutiones triginta octo quaestionum (Solução para trinta e oito questões), foi uma longa carta de Hildegarda em resposta ao pedido de Guibert de Gembloux, em nome dos monges de Villiers, solicitando orientação a respeito de 38 dúvidas sobre a interpretação de trechos das Escrituras. O estilo é convencional, mas o conteúdo emprega um imaginário simbólico e um modo reflexivo-meditativo para explicar indiretamente os problemas levantados antes do que resolvê-los analítica e objetivamente, deixando amplo espaço aberto para interpretações individuais.
A Explanatio Symboli Sancti Athanasii (Explicação do Credo de Atanásio, c. 1150-1170) surgiu para edificação de suas monjas, combinando uma homilia e um comentário sobre o Credo de Atanásio. Esta fórmula de fé é uma severa defesa da ortodoxia católica, e fora escrita possivelmente para combater a heresia ariana. Seus temas centrais são a Santíssima Trindade e a Encarnação, e os comentários de Hildegarda, penosamente repetitivos, enfatizam o papel da Caridade e da Sabedoria, traçando um painel sucinto do plano divino da Salvação e reforçando a importância da unidade da Igreja, com muitas imagens visionárias.
A Explanatio Regulae Sancti Benedictini (Explicação da Regra de São Bento, c. 1150-1160) foi escrita para um grupo não identificado de recipientes, autodenominados de a Congregatio Hunniensis, que confiou em suas luzes para tornar a Regra Beneditina mais compreensível e assim mais facilmente aplicável. O texto tem um estilo direto e simples, sem alusões visionárias salvo uma no início e outra no fim, mas aqui elas não têm uma função de autoridade e se tratam de fórmulas retóricas padronizadas. Curiosamente, ela comentou em detalhe alguns capítulos da Regra mas omitiu inteiramente outros, e é especialmente sintomática a omissão dos tópicos referentes à obediência, ao papel do abade, à consulta à comunidade e o da transferência de monges para outros mosteiros, mas aprofundou o tema das virtudes da discrição e da humildade, e expandiu com conceitos próprios os temas da moderação beneditina, da dieta e saúde monacal e das práticas litúrgicas.
Na maior parte das suas 58 Expositiones Evangeliorum (Exposições sobre os Evangelhos) tomou como pretexto fragmentos dos Evangelhos para descrever a luta da alma em busca da Redenção em meio ao confronto entre os vícios e as virtudes, e também fez frequentes associações entre macro e microcosmo, temas que são onipresentes em sua obra completa. Muitas vezes Hildegarda ultrapassou os modos exegéticos e deu à sua interpretação uma dimensão cósmica, descrevendo as consequências da atividade humana sobre toda a Criação, entrou em domínios da psicologia e usou uma tradição alegórica que datava da Antiguidade clássica, reminiscente do pensamento platônico. As Expositiones são escritas na forma de homilias, em seu gênero permanecem como obras muito originais. Suas interpretações são de grande sutileza e profundidade, e demonstram um uso magistral da metáfora como elemento estruturante, estabelecendo uma complexa rede de inter-relacionamentos significantes incomuns e inesperados entre todas as imagens alegóricas que evocou em cada peça, dando-lhes uma forma coesa e poderosa.

## Homenagens

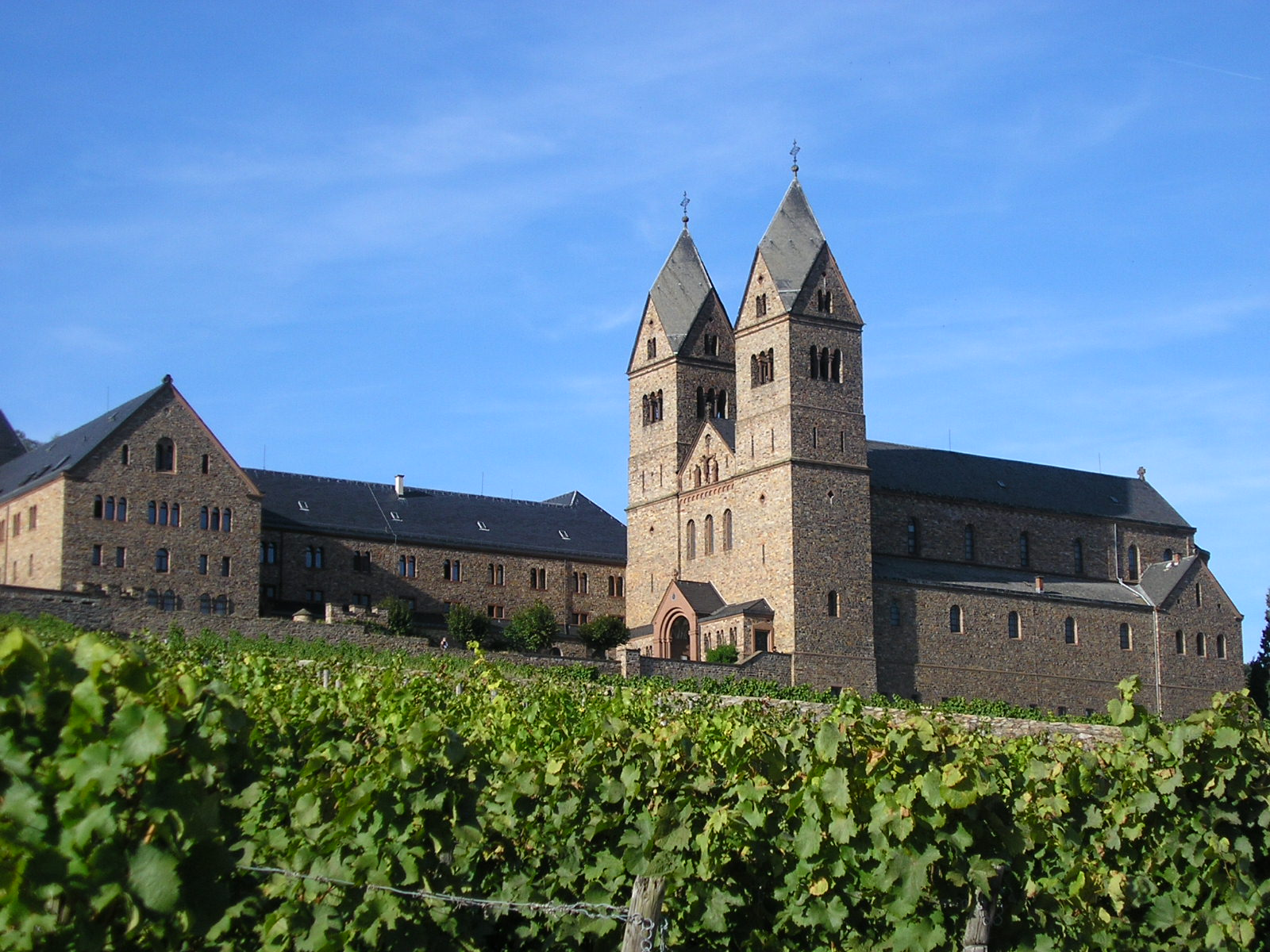
A Abadia de Santa Hildegarda em Rüdesheim

A maior homenagem prestada a Hildegarda foi, claramente, a de ter sido declarada santa e doutora pela Igreja Católica, mas a sociedade civil moderna também tem dedicado a ela outras formas de elogio. Em sua condição de santa ela é honrada como padroeira da Igreja de Santa Hildegard, o seu santuário mais importante, onde estão suas relíquias, em Eibingen, da Igreja de Santa Hildegard e São Rupert em Bingerbrück, da Abadia de Santa Hildegard em Rüdesheim, e de mais oito capelas ou igrejas na Alemanha.
Ela é a patrona do Prêmio Hildegard von Bingen, criado em 1995 na Alemanha para distinguir jornalistas e publicitários que tenham dado uma contribuição humanitária importante no seu campo e promovido a pluralidade e o diálogo entre homens e mulheres. É nome de uma escola em Rüdesheim, é um dos vultos históricos relembrados no Templo de Walhalla em Ratisbona (placa comemorativa nº 46), e é patrona da Medalha Hildegard von Bingen da Bundesvereinigung Prävention un Gesundheitförderung e.V. para personalidades destacadas no campo da educação sanitária mundial, Sua vida foi objeto de um filme de Margarethe von Trotta intitulado Vision - Aus dem Leben der Hildegard von Bingen, lançado em 2009. Já existem duas sociedades internacionais dedicadas ao estudo de sua vida e obra, a Internationale Gesellschaft Hildegard von Bingen, fundada na Suíça em 1980, organizando grupos de trabalho, conferências e publicando uma revista, e contando com cerca de 1 800 membros de vários países do mundo, e a International Society of Hildegard von Bingen Studies, sediada desde 1983 nos Estados Unidos, também desenvolvendo uma atividade intensa.

## Lista de obras
Existem algumas discrepâncias quanto aos títulos de seus trabalhos entre os vários manuscritos originais e suas edições posteriores. Abaixo segue a listagem obtida de Olivia Carter Mather, da Universidade da Cidade de Nova Iorque.
Teológicas e místicas
- Liber scivias domini;
- Liber vitae meritorum;
- Liber divinorum operum.

Ciência natural
- Liber subtilitatum diversarum naturarum creaturarum, dividido em:
  - Physica (Liber simplices medicinae);
  - Causae et curae (Liber compositae medicinae).

Música e poesia
- Symphonia armonie celestium revelationum (77 peças);
- Ordo virtutum (auto sacro musicado);
- Litterae ignotae;
- Lingua ignota;

Miscelânea
- Expositiones Evangeliorum;
- Explanatio regulae Sancti Benedictini;
- Explanatio symboli Sancti Athanasii;
- Vita Sancti Ruperti;
- Vita Sancti Disibodi;
- Solutiones triginta octo quaestionum;
- Epistolae.